# Hulk Hogan
Hulk Hogan, właśc. Terry Gene Bollea (ur. 11 sierpnia 1953 w Auguście, zm. 24 lipca 2025 w Clearwater) – amerykański wrestler i aktor. Uznawany za jednego z najważniejszych wrestlerów w historii.
Popularność Hogana w latach 80. XX wieku, zwana Hulkamanią, znacząco przyczyniła się do popularyzacji wrestlingu i organizacji World Wrestling Federation (WWF). Był sześciokrotnym zdobywcą głównego mistrzostwa WWE. Suma długości jego panowań była największa w historii organizacji odkąd ta odłączyła się od ligi National Wrestling Alliance (NWA) w 1983. W latach 90. XX wieku występował w konkurencyjnej wobec WWF organizacji World Championship Wrestling (WCW), gdzie był częścią grupy nWo i po raz pierwszy od ponad 15 lat stał się postacią negatywną. Posiadał główne mistrzostwo WCW najdłużej w historii.
Po 2000 występował w World Wrestling Entertainment (WWE, dawne WWF) i Total Nonstop Action (TNA). Po 35 latach kariery przeszedł na emeryturę w 2012. W 2015 zaszkodził mu skandal związany z wyciekiem nagrania, na którym zdradzał żonę i wypowiadał rasistowskie komentarze. Od tej pory większość organizacji wrestlingu i przedsiębiorstw dotychczas sprzedających związane z nim produkty odcinały się od niego. Od 2019 sporadycznie pojawiał się w programach WWE.

## Wczesne lata życia
Terry Gene Bollea urodził się 11 sierpnia 1953 w mieście Augusta, w stanie Georgia. 9 miesięcy później rodzina wraz z nim przeprowadziła się do Tampa na Florydzie, gdzie mieszkali w małym dwupokojowym drewnianym domu kupionym za 5 tysięcy dolarów. Ich nowe sąsiedztwo było wielokulturowe i w większości należało do niższej klasy średniej. Jego ojciec, Pete, był Włochem, pracował jako układacz rur w firmie Conne Brothers, a matka, Ruth, miała pochodzenie francuskie, włoskie i panamskie i była sekretarką w marynarce wojennej. Terry Bollea wychowywał się razem ze swoim bratem Allanem, o 7 lub 8 lat starszym. Rodzina Bollei należała do kościoła baptystycznego Ballast Point Baptist Church, ale, jak przyznał sam Hogan w swojej biografii, byli sporadycznie praktykujący.
W wieku 8 lat zaczął trenować baseball. Najczęściej grał na pozycji miotacza lub bazowego. W wieku 12 lat nie był szczególnie wysportowanym dzieckiem – ważył 88 kilogramów. Także w tym wieku zaczął trenować kręglarstwo, między innymi z przyszłym profesjonalnym kręglarzem Vikiem Pettitem. W wieku 14 lat zaczął uczyć się gry na gitarze i spędzał czas na ranczu dla młodzieży chrześcijańskiej, Christian Youth Ranch. Wiele lat później w swojej biografii Hogan napisał, że w tym czasie umocnił swoją wiarę i przyjął Chrystusa jako swojego zbawiciela. W wieku 15 lat założył zespół muzyczny o nazwie Infinity’s End (pol. Koniec Nieskończoności). Później uczęszczał do liceum Monroe Junior High School, gdzie trenował futbol amerykański.
Po ukończeniu szkoły rozpoczął studia biznesowe na Hillsborough Community College w hrabstwie Hillsborough w stanie Floryda. Po dwóch latach przeniósł się na University of South Florida, gdzie kontynuował studia na tym samym kierunku. Ostatecznie zrezygnował ze studiów, aby skupić się na karierze muzycznej. Założył własny zespół muzyczny o nazwie Ruckus (pol. Zamieszanie) i rozpoczął trening na lokalnej siłowni Hector’s Gym. W młodości Terry Bollea był zatrudniony w niepełnym wymiarze czasu jako kulturysta na plaży w Venice w Los Angeles, ochroniarz w klubie nocnym oraz muzyk. Pracował też na pełny etat jako kasjer bankowy.
W młodości był kibicem drużyny baseballowej New York Yankees. Wrestlingiem interesował się od szóstego roku życia. Często oglądał walki na arenie „Fort Homer W. Hesterly Armory” i „The Sportatorium”. Jego autorytetami w młodości byli baseballiści – Mickey Mantle, Roger Maris, Yogi Berra, Joe Pepitone, Pete Rose i Johnny Bench – oraz wrestlerzy – Dusty Rhodes i Eddie Graham.

## Kariera wrestlerska
Był jedynym wrestlerem, który pojawił się na okładce magazynu sportowego Sports Illustrated. Trenował dwóch wrestlerów: Brutusa Beefcake’a i Garetta Bischoffa.

### Początek kariery (1977–1979)
W 1976 został dostrzeżony na widowni przez Jacka Briscoe. Za jego wstawiennictwem wrestler i trener Hiro Matsuda przyjął Bolleę na swojego ucznia. Również Eddie Graham poświęcał czas, aby go trenować. Bollea debiutował jako wrestler 25 sierpnia 1977 w niezależnej organizacji w stanie Floryda, gdzie występował jako zamaskowany zapaśnik o pseudonimie Super Destroyer (była to postać odgrywana przez różnych wrestlerów, zwykle początkujących). W swojej biografii Hogan napisał, że celem maski była ochrona przed rozpoznaniem w razie gdyby źle wypadł w swoim debiucie. Jego przeciwnikiem w pierwszej walce był Don Serrano. Później Bollea przyjął pseudonimem Terry Boulder (pol. Terry Głaz). Okazjonalnie jego managerem był Jimmy Hart, a partnerem tagteamowym Brutus Beefcake, wówczas znany jako Dizzy Hogan. W początkowej fazie swojej kariery poznał i zaprzyjaźnił się z André the Giantem – ich pierwsza walka miała miejsce na arenie Houston Farm Center w Dothan, w stanie Alabama.
We wrześniu 1979 dołączył do Georgia Championship Wrestling (GCW), terytorium ligi National Wrestling Alliance w Georgii. Występował jako heel o pseudonimie Sterling Golden (pol. Złoty Szterling). Tej samej jesieni przeniósł się do terytorium Continental Championship Wrestling (CCW) Rona Fullera w Knoxville, w stanie Tennessee. Jego głównym rywalem w nowym terytorium był Jerry “The King” Lawler. W grudniu Sterling Golden pokonał Dicka Slatera w walce o mistrzostwo NWA Southeastern Heavyweight.

### World Wide Wrestling Federation (1979–1981)

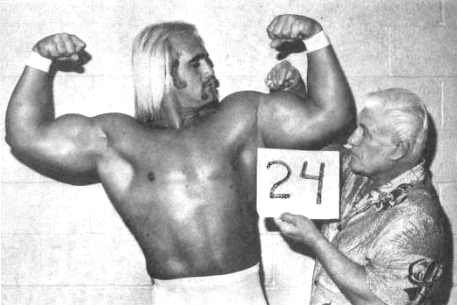
Hulk Hogan (z lewej) i jego menadżer Freddie Blassie (z prawej) w grudniu 1980 roku

W 1979 Vincent James McMahon zaproponował mu pracę w World Wide Wrestling Federation (WWWF), wówczas nowojorskim terytorium ligi National Wrestling Alliance. McMahon nadał mu pseudonim ringowy Hulk Hogan. Hogan było popularnym irlandzkim nazwiskiem, pochodzącym od słowa Ó hÓgáin znaczącym w irlandzkiej odmianie języka goidelskiego młody. McMahon nadał je Terry’emu Bollei, aby podkreślić jego irlandzkie pochodzenie. Imię Hulk było inspirowane serialem aktorskim The Incredible Hulk, w którym Lou Ferrigno grał znanego z komiksów Hulka. Budowa fizyczna Ferrigno przypominała McMahonowi budowę fizyczną Terry’ego Bollei. Jak sam Hulk Hogan przyznał w swojej biografii wiele lat później, tak naprawdę nie miał irlandzkich korzeni, ale federacja chciała, aby ktoś reprezentował w niej amerykanów irlandzkiego pochodzenia, ponieważ Bruno Sammartino reprezentował już amerykanów pochodzenia włoskiego, Jay Strongbow tubylczego, Ivan Putski polskiego, a Pedro Morales Portorykanów. McMahon miał również pomysł, aby Hogan przefarbował swoje włosy na kolor rudy, ale wrestler się na to nie zgodził. W WWWF Hulk Hogan był heelem i monsterem, a jego managerem był „Classy” Freddy Blassie. Często brał udział w walkach z przewagą liczebną drugiej strony, będąc w ten sposób kreowany na zawodnika o ogromnej sile. Była to także podstawa jego rywalizacji z olbrzymem André the Giantem. 9 sierpnia na gali Showdown At Shae Giant pokonał Hogana i powtórzył swoje zwycięstwo w walce rewanżowej 22 września na arenie Madison Square Garden. Hogan wielokrotnie walczył też o główne mistrzostwo terytorium z ówczesnym mistrzem Bobem Backlundem, ale bez powodzenia.

### New Japan Pro-Wrestling (1980–1985)

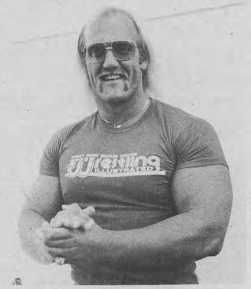
Zdjęcie Hulka Hogana w czasopiśmie Pro Wrestling Illustrated z 1982 roku

W New Japan Pro-Wrestling (NJPW) zaczął występować od 1980, na początku często w tag teamie ze Stanem Hansenem. Jednocześnie był wówczas związany z innymi organizacjami – w tym American Wrestling Association i World Wrestling Federation. Aby to pogodzić, zwykle część roku spędzał w Stanach Zjednoczonych, a część w Japonii.
W 1981 brał udział w corocznym turnieju MSG Series, w którym obowiązywał system kołowy. Zdobył w nim 36 punktów, pokonując Rikiego Choshu (2 razy), Chrisa Adamsa, Tigera Jeeta Singha (dyskwalifikacja), Tatsumi Fujinami, Sgt. Slaughtera, Mike’a Mastersa i Bobby’ego Duncuma. Przegrał jednak z Antonio Inoki i Stanem Hansenem. Jego wynik był niewystarczający, aby zakwalifikować się do finału (zabrakło dwóch punktów do drugiego miejsca ex aequo).
Ponownie wziął udział w corocznym turnieju, wtedy już noszącym nazwę International Wrestling Grand Prix, w 1983. Zdobył 37 punktów. Pokonał Killer Kahna, Big Johna Studda, Rushera Kimurę, El Caneka, Enrique’a Verę, Otto Wanza i Akirę Maedę, a także zremisował z Antonio Inoki i André the Giantem. Ponieważ zdobył tyle samo punktów, co Antonio Inoki, obaj wrestlerzy zmierzyli się w finale. Ich walka trwała 21 minuty i 27 sekund. Inoki został znokautowany i przegrał poprzez wyliczenie. Do prasy wyciekła informacja, że nokaut był przypadkiem, a oryginalnie turniej miał zostać wygrany przez Inokiego. Lata później jednak sędzia tamtej walki zdradził, że wszystko zostało zaplanowane, a przeciek był ustawiony w celu pobudzenia emocji fanów przed walką rewanżową. Jako zwycięzca, Hogan został nagrodzony pasem IWGP Heavyweight Championship. Nie było to jednak główne mistrzostwo NJPW o tej samej nazwie, ustanowione parę lat później. Walka rewanżowa miała miejsce 14 czerwca 1984. Inoki pokonał Hogana i odebrał mu zdobyty tytuł.

### American Wrestling Association (1981–1983)
W 1981 Hulk Hogan dołączył do organizacji American Wrestling Association (AWA) Verna Gagne’a w Minnesocie. Nadal był heelem. W 1982 zyskał dużą popularność dzięki występowi w filmie Rocky III, w którym zagrał postać Thunderlipsa, zawodnika nieokreślonego sportu walki. Wkrótce zaczął rywalizować z Nickiem Bockwinkelem, ówczesnym głównym mistrzem AWA. Hogan wielokrotnie był blisko wygranej pojedynków z nim, ale zazwyczaj przegrywał. Przez dłuższy czas rywalizował też ze stajnią The Heenan Family. Po wygranej walce battle royal zyskał możliwość walki o główne mistrzostwo. W jego pojedynek z Bockwinkelem interweniował manager mistrza, Bobby Heenan, który w pewnym momencie rzucił na ring niedozwolony przedmiot, mający służyć jego klientowi jako broń obuchowa. Hogan przechytrzył przeciwnika używając rzuconego przedmiotu przeciwko niemu, a następnie skutecznie przypiął rywala i wygrał mistrzostwo AWA World Heavyweight. Jednak po tym, jak komisarz terytorium zauważył użycie przedmiotu na nagraniu z walki, mistrzostwo zostało zwakowane. Mimo to AWA uznawała Hulka Hogana za byłego mistrza organizacji.

### Powrót do World Wrestling Federation (1983–1993)

#### Zdobycie mistrzostwa i początek Hulkamanii (1983–1986)

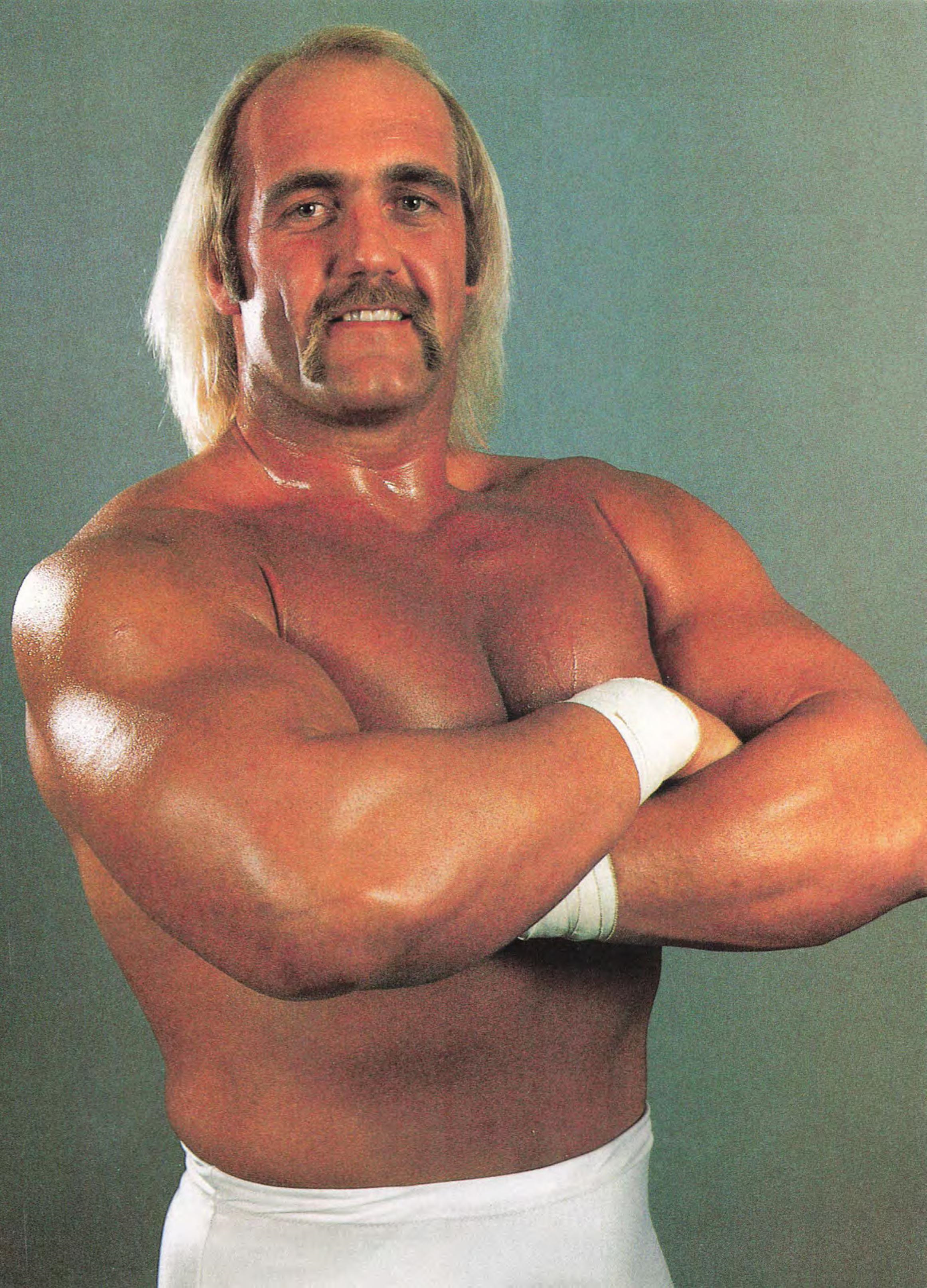
Hulk Hogan w 1985 roku

W 1983 powrócił do World Wrestling Federation (WWF, dawne World Wide Wrestling Federation), którego właścicielem był wówczas syn Vincenta Jamesa McMahona, Vince Kennedy McMahon. Promotor miał zamiar uczynić z Hogana główną gwiazdę organizacji. Inni wrestlerzy mieli bezwzględny zakaz wspominania publicznie o łysieniu Hogana.
23 stycznia 1984, zgodnie z programem wieczoru, The Iron Sheik, posiadacz WWF World Heavyweight Championship, miał walczyć o tytuł z Bobem Backlundem na Madison Square Garden. Backlund jednak cierpiał wówczas na kontuzję szyi (w kayfabe), więc zastąpił go Hulk Hogan, który pokonał Sheika i zdobył główne mistrzostwo organizacji. Jako mistrz, Hogan często bronił tytułu nawet kilka razy w miesiącu. Jego pierwsze panowanie trwało około czterech lat. Był bardzo popularny i stał się powszechnie rozpoznawalny także wśród osób, które nie były fanami wrestlingu. Ten fenomen był w mediach nazywany Hulkamanią.
Z czasem Hulk Hogan wyrobił sobie unikatowy styl. Często nosił bandanę, a jego strój był żółto-czerwony. Wchodząc na ring zwykle nosił okulary przeciwsłoneczne i koszulkę, którą rozrywał, odsłaniając swoją muskulaturę. W trakcie wejścia i po każdej wygranej przygrywał mu utwór Real American Ricka Derringera Swoim finisherem uczynił leg drop. Również charakterystyczne dla niego było zwracanie się do innych mianem Brother (en. Bracie), a nieoficjalnym mottem Hulkamanii było hasło Say your prayers and eat your vitamins (pol. Zmawiaj modlitwy i jedz witaminy).
Przed pierwszą w historii galą z serii WrestleMania rywalizował z Roddym Piperem i Bobem Ortonem. 18 lutego 1985 na gali War To Settle The Score Hogan, wspierany w narożniku przez Cyndi Lauper i Lou Albano, zmierzył się z Piperem wspieranym przez Boba Ortona. Piper został zdyskwalifikowany i przegrał. Aby pomóc Hoganowi w rywalizacji, do WWF dołączył znany z filmów akcji aktor Mr. T. Razem promowali pierwszą WrestleManię między innymi u Regisa Philbina, Kathie Lee Gifford i w Saturday Night Live. Na WrestleManii I Hulk Hogan i Mr. T wspierani w narożniku przez Jimmy’ego Snukę pokonali Roddy’ego Pipera i Paula Orndorffa wspieranych przez Boba Ortona. 10 maja w odcinku Saturday Night’s Main Event Hulk Hogan obronił tytuł w walce z Bobem Ortonem.
15 lutego 1986 w odcinku Saturday Night’s Main Event Hulk Hogan broniąc tytułu pokonał Dona Muraco przez dyskwalifikację. Po walce Muraco i King Kong Bundy poniżali go i w kayfabe połamali mu żebra. 7 kwietnia Hogan pokonał King Konga Bundy’ego na drugiej WrestleManii i obronił mistrzostwo WWF World Heavyweight w stalowej klatce – była to główna walka gali.

#### Współpraca i rywalizacja z Paulem Orndorffem (1986–1987)

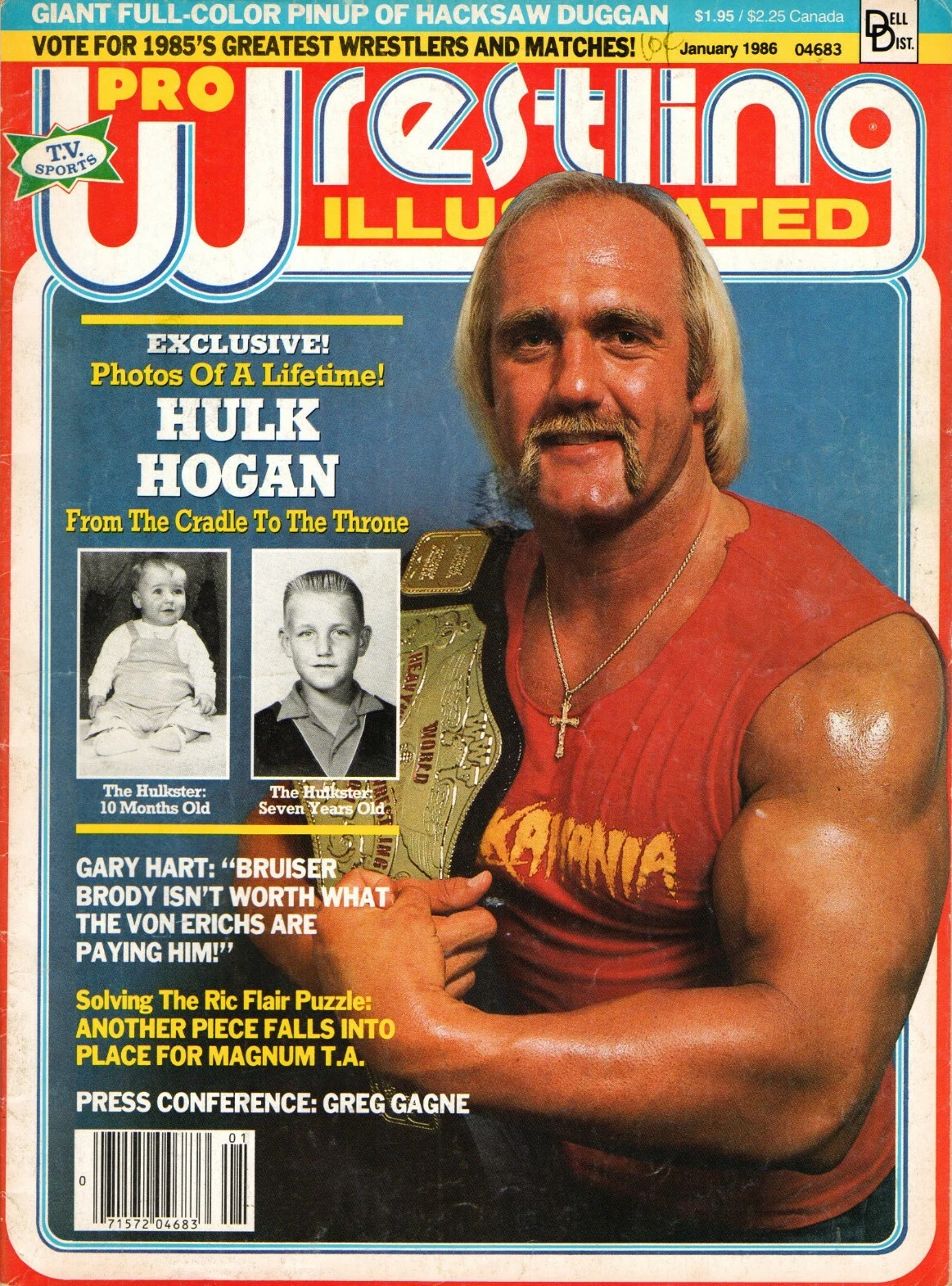
Hulk Hogan na okładce czasopisma Pro Wrestling Illustrated z 1986 roku

W 1986, w jednym z odcinków Saturday Night’s Main Event, pokonał Paula Orndorffa, który po walce podał mu rękę. Gdy Ondorff został zaatakowany przez Roddy’ego Pipera i Boba Ortona w segmencie Piper’s Pit, Hogan przybył mu z pomocą. To zapoczątkowało rywalizację Hogana i Orndorffa z Piperem i Ortonem. Z czasem Hogan utworzył z Orndorffem tag team.
Napięcie w tag teamie zaczęło się kiedy Adorable Adrian Adonis wyraził opinię, że Orndorff nie wnosi wiele do drużyny. Powiedział, że jest ledwie pomocnikiem Hogana, nazwał Orndorffa Hulk Junior, a nawet zasugerował, że ich tag team łączy bardziej intymny związek. Orndorff, chcąc udowodnić, że przyjaźni się z Hoganem, zadzwonił do niego na żywo w telewizji, lecz osoba, która odebrała telefon, powiedziała, że Hogan jest zbyt zajęty żeby rozmawiać.
W walce z zespołem The Moondogs, Orndorff starał się walczyć bez pomocy Hogana przez znaczną większość czasu. 24 czerwca 1986, w czasie walki przeciwko Big Johnowi Studdowi i King Kongowi Bundy’emu, Hogan niechcący wyrzucił Orndorffa z ringu i w kayfabe uszkodził jego oko. Studd i Bundy razem weszli na ring i atakowali Hogana. Zostali zdyskwalifikowani, ale nie przerwali ataku. Ordorff wrócił w końcu na ring, obalił przeciwników i pomógł Hoganowi wstać tylko po to, żeby go zaraz zaatakować manewrem piledriver. Od tej pory Hogan i Orndorff byli rywalami. Ten drugi zatrudnił heela Bobby’ego Heenana jako swojego menedżera.
Aby zrobić na złość rywalowi, Orndorff zawłaszczył sobie motyw muzyczny Hogana – Real American – przy którym Hogan zawsze wchodził na ring. Rywale zmierzyli się 28 sierpnia 1986 na gali The Big Event w pojedynku o WWF World Heavyweight Championship. Orndorff wielokrotnie oszukiwał w czasie walki. Udało mu się wreszcie przypiąć przeciwnika i w wyniku nieporozumienia przez chwilę wszyscy myśleli, że wygrał, ale sędzia ogłosił dyskwalifikację Orndorffa. Z podobnym wynikiem zakończyła się ich walka rewanżowa 3 września 1986 w Saturday Night’s Main Event. Rewanż przyciągnął 70 tysięcy fanów na widownię. 3 stycznia 1987 rywale ponownie spotkali się w Saturday Night’s Main Event, tym razem w stalowej klatce. Stawką ponownie było mistrzostwo WWF World Heavyweight. Zgodnie z zasadami, zwycięzcą walki miał zostać ten zawodnik, który jako pierwszy ucieknie z klatki. Obu wrestlerów obserwowali dwaj różni sędziowie, ale zawodnicy uciekli z klatki mniej więcej w tym samym czasie. Sędzia Joey Morella ogłosił zwycięzcą Hulka Hogana, a Danny Davis chciał przyznać tytuł Orndorffowi. W gniewie Hogan zaatakował przeciwnika, a przy okazji niechcący powalił też Davisa. Pozostały przy świadomości Morella ogłosił rozpoczęcie walki od początku. Tym razem Hogan skutecznie unikał ataków Orndorffa, obezwładnił przeciwnika ciosem leg drop, uciekł z klatki i wygrał.

#### Rywalizacja z André the Giantem i początek The Mega Powers (1987–1988)

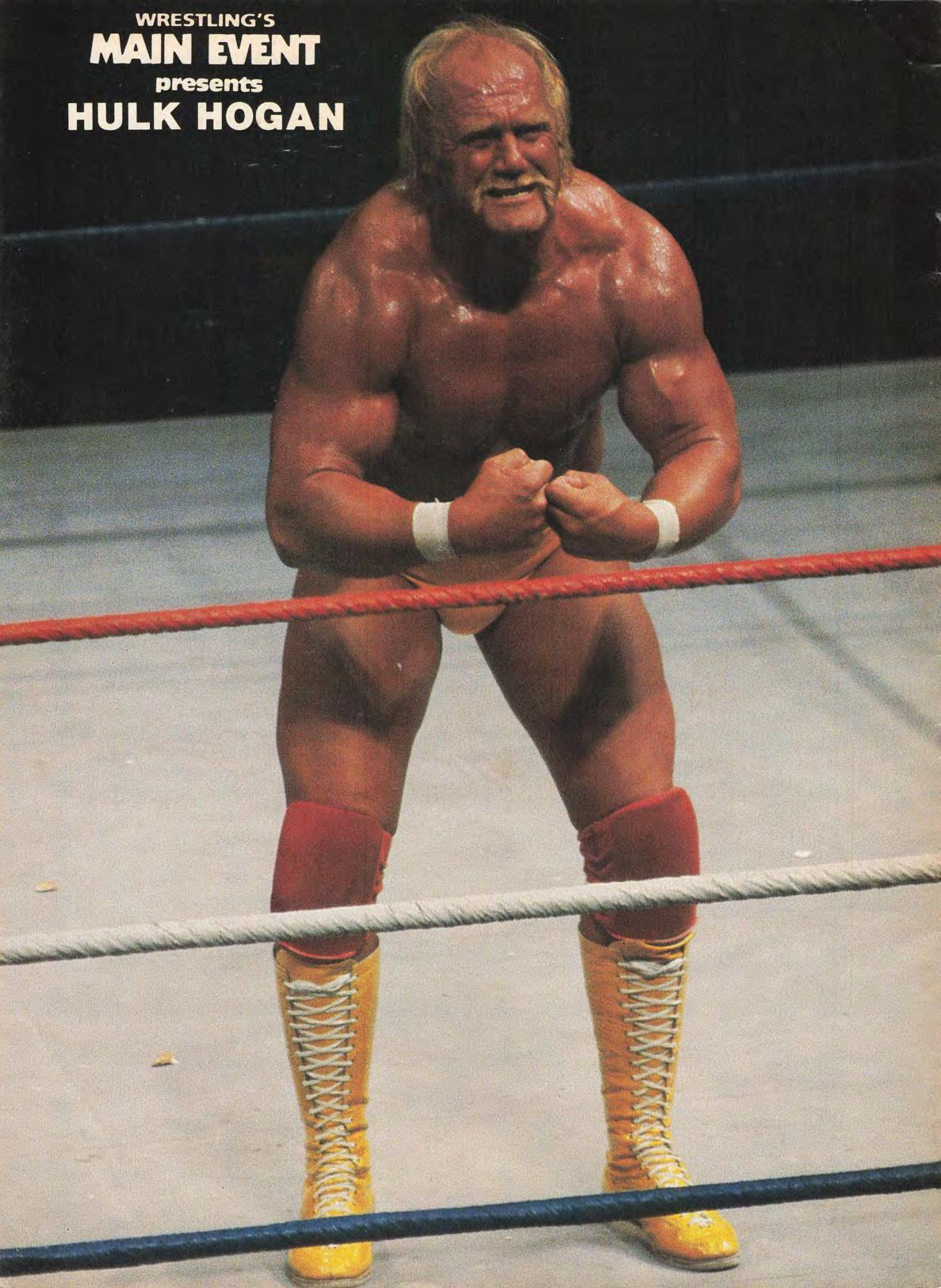
Zdjęcie Hulka Hogana w czasopiśmie Wrestling's Main Event z 1987 roku

André the Giant przez prawie 15 lat był face’em, a WWF twierdziło, że w tym czasie nigdy nie przegrał walki. Kreowano go na bliskiego przyjaciela Hulka Hogana i jego największą inspirację. W 1987 zdrowie André w rzeczywistości zaczęło się pogarszać, więc Vince McMahon postanowił dać mu przed zakończeniem kariery ostatni wątek rywalizacji o tytuł i zapewnić ostatnie główne walki na ważniejszych galach.
W jednym z odcinków segmentu Piper's Pit Hogan otrzymał specjalną nagrodę – trofeum za bycie mistrzem WWF World Heavyweight nieprzerwanie przez 3 lata. W segmencie wziął udział także André, który mu pogratulował. Tydzień później w Piper’s Pit André również otrzymał trofeum za bycie jedynym niepokonanym wrestlerem w historii. Hogan pojawił się aby pogratulować przyjacielowi, ale mówił tak długo, nie dopuszczając laureata do głosu, że André uznał to za przejaw arogancji i rozczarowany wyszedł w trakcie mowy. W kolejnym odcinku Piper’s Pit i w obecności Hogana André zaprezentował wszystkim swojego nowego managera, Bobby’ego Heenana. Gdy Hogan skrytykował ten wybór, André porwał jego koszulkę i zerwał naszyjnik z krzyżem, a następnie wyzwał na pojedynek o mistrzostwo.
Rywale zmierzyli się 29 marca 1987 na gali WrestleMania III w Detroit. Na widowni było wówczas 78 tysięcy osób, choć WWE utrzymuje, że było ich 93 tysiące. Przez całą walkę mistrz próbował podnieść pretendenta i wykonać na nim manewr zwany Body Slam. Gdy w końcu mu się to udało, przypiął przeciwnika i wygrał. Na tej samej gali Hogan wziął udział w walce tag teamów. Walczył u boku byłego i najdłużej panującego mistrza WWF Heavyweight Championship, Bruno Sammartino, w jego ostatniej walce w karierze. Razem pokonali King Konga Bundy’ego i One Man Ganga.
W międzyczasie wielokrotnym pretendentem do tytułu Hulka Hogana był „Macho Man” Randy Savage, który do 1987 był heelem, ale powoli stawał się face’em. 3 października 1987 na gali Saturday Night’s Main Event XII wyzwał mistrza WWF Intercontinental Heavyweight, Honky Tonk Mana, do walki o tytuł. Walka przerodziła się jednak w chaos. Bret Hart i Jim Neidhart wtargnęli na ring i razem z Honky Tonk Manem bili i poniżali Savage’a. Wtedy managerka pretendenta do tytułu, Miss Elizabeth, sprowadziła na pomoc Hulka Hogana, który obronił Macho Mana. Wkrótce obaj wrestlerzy utworzyli tag team o nazwie The Mega Powers.
Hogan zmierzył się z André jeszcze raz 26 listopada 1987 na Survivor Series w walce 5 na 5. W drużynie André był One Man Gang, King Kong Bundy, Butch Reed oraz Rick Rude wspierani w narożniku przez Bobby’ego Heenana i Slicka. W drugiej drużynie byli Hulk Hogan, Paul Orndorff, Don Muraco, Ken Patera oraz Bam Bam Bigelow wspierani w narożniku przez Olivera Humperdinka. Hogan wyeliminował Butcha Reeda, ale sam został wyeliminowany przez wyliczenie, gdyż Bundy i One Man Gang przeszkodzili mu w powrocie na ring. Walkę wygrała drużyna André.
24 stycznia 1988 na gali Royal Rumble André the Giant i Hulk Hogan podpisali kontrakt na walkę rewanżową. Walka ta odbyła się 5 lutego. Ponieważ Ted DiBiase przekupił sędziego Earla Hebnera, który zrobił wszystko żeby Hogan przegrał. André oddał tytuł zdobyty tytuł DiBiasemu. Jack Tunney, będący w kayfabe prezesem WWF, ogłosił jednak, że samowolne przekazanie tytułu jest nielegalne i zwakował mistrzostwo.
27 marca 1988 na gali WrestleMania IV miał miejsce turniej, w którym nagrodą był zwakowany tytuł WWF World Heavyweight Championship. Członkowie The Mega Powers też wzięli w nim udział. Hulk Hogan i André the Giant otrzymali możliwość pominięcia pierwszej rundy i zmierzyli się od razu w ćwierćfinale. Ich walka zakończyła się dyskwalifikacją obu zawodników, więc razem odpadli z turnieju. Do finału doszedł jednak Randy Savage, któremu Hogan towarzyszył w narożniku w czasie jego walki tytułowej. Savage pokonał drugiego finalistę, Teda DiBiase, i zdobył mistrzostwo.
28 sierpnia 1988 na gali SummerSlam The Mega Powers pokonali tag team The Mega Bucks (Ted DiBiase i André the Giant) w walce, w której Jesse “The Body” Ventura był sędzią specjalnym. Miss Elizabeth pomogła wygrać walkę odwracając uwagę przeciwników Hogana i Savage’a poprzez zdjęcie spódniczki.
Ostatni raz Hulk Hogan walczył z André 7 grudnia 1988 na gali Saturday Night’s Main Event. André został zdyskwalifikowany.

#### Drugie panowanie mistrzowskie (1988–1990)

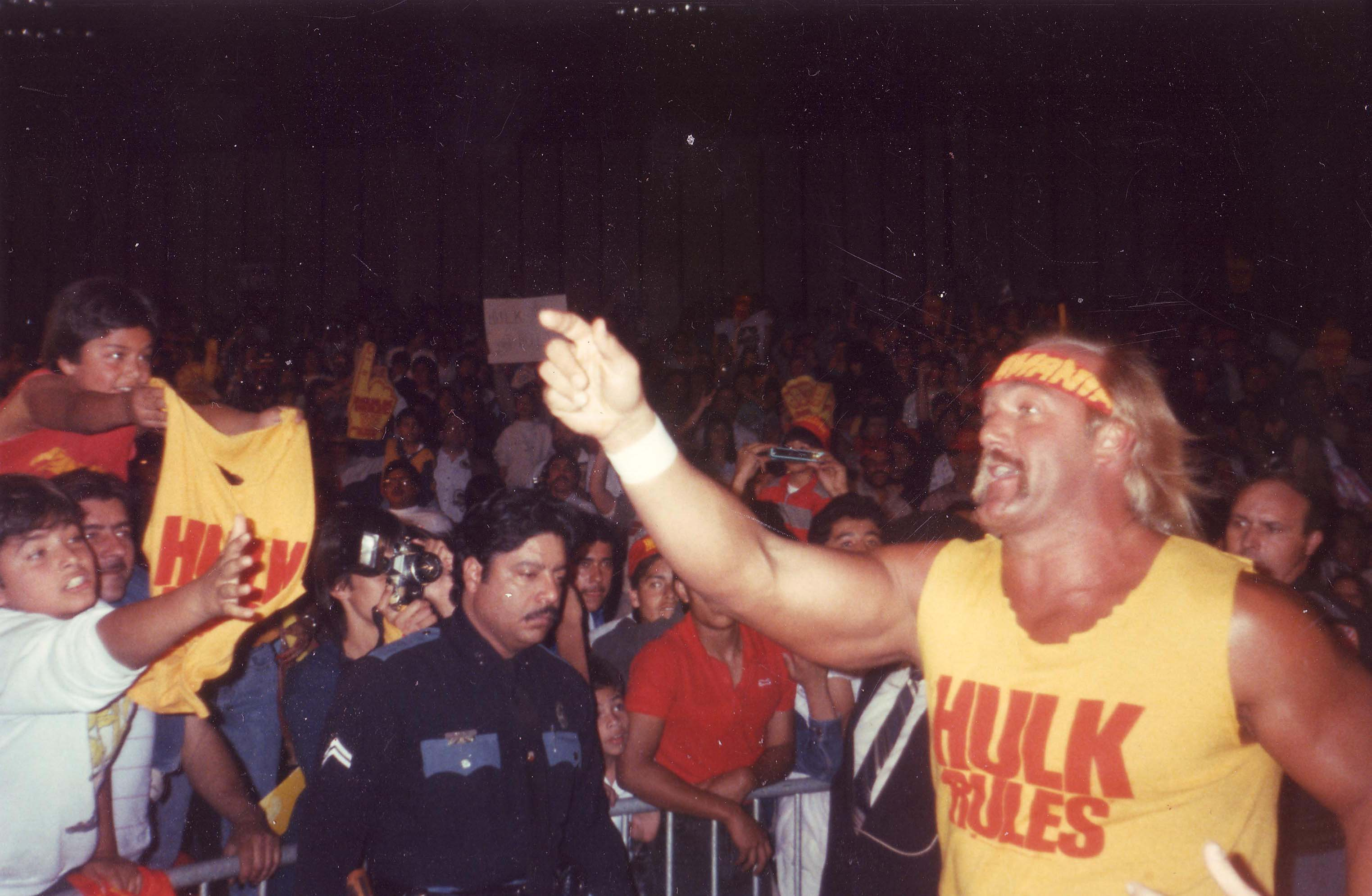
Hulk Hogan (z prawej) w swoim charakterystycznym stroju i dopingujący mu fani (z lewej)

Napięcia w tag teamie The Mega Powers zaczęły się kiedy Hogan zaprzyjaźnił się z managerką Macho Mana, Miss Elizabeth, a 15 stycznia 1988, w czasie Royal Rumble, Hogan przypadkiem wyeliminował Savage’a. W lutym 1989 Mega Powers rywalizowali z tag teamem Akeema i Big Bossmana. W ich walce z 3 lutego Savage niechcący znokautował Miss Elizabeth poważnie ją kontuzjując. Hogan pozostawił partnera w ringu, żeby odnieść Elizabeth na zaplecze, gdzie zajęli się nią medycy. Savage pozostawiony sam w ringu został zdominowany przez przeciwników. Elizabeth namówiła później Hogana, żeby wrócił na ring. Hogan spełnił prośbę, dokończył walkę sam i zapewnił swojej drużynie zwycięstwo. Po walce poszedł za kulisy, aby zobaczyć się z Elizabeth, ale zamiast niej spotkał Savage’a, który oskarżył go o spiskowanie przeciwko niemu i próby odebrania managerki oraz tytułu mistrzowskiego. Uderzył partnera swoim pasem mistrzowskim i zaczął go bić oraz poniżać. Brutus Beefcake przybył Hoganowi na pomoc, ale również został pobity. Rywalizacja została rozstrzygnięta 2 kwietnia na gali WrestleMania V. Hulk Hogan pokonał Savage’a i odebrał mu tytuł. Tak zaczęło się jego drugie panowanie. 

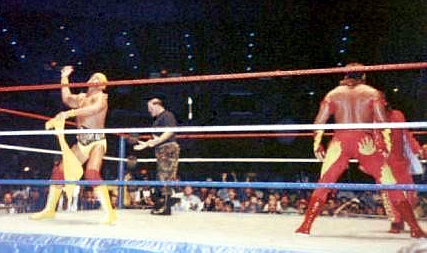
Hulk Hogan i Brutus Beefcake

W 1989 Hulk Hogan wystąpił w filmie Wszystkie chwyty dozwolone. Grał wrestlera o imieniu Rip Thomas, którego przeciwnikiem był zawodnik Zeus grany przez Toma Listera Jr. Film nie odniósł sukcesu, jednak WWF postanowiło przenieść postać antagonisty i filmowy konflikt do swojej organizacji. Podłożem konfliktu była przegrana Zeusa w filmie i jego żądza zemsty. 28 sierpnia na gali SummerSlam Hulk Hogan i Brutus Beefcake pokonali Randy’ego Savage’a i Zeusa. Hogan i Zeus zmierzyli się po raz ostatni 27 grudnia 1989 na gali No Holds Barred. Hulk Hogan i Brutus Beefcake pokonali Randy’ego Savage’a i Zeusa w walce typu steel cage match.
21 stycznia 1990 Hulk Hogan wziął udział w głównej walce na gali Royal Rumble. W jej trakcie wymienił znaczące spojrzenia z The Ultimate Warriorem, co było zapowiedzią ich rywalizacji. Mistrz zwyciężył bitwę, eliminując jako ostatniego Mr. Perfecta. 27 stycznia Hogam i Warrior walczyli jako zespół przeciwko Mr. Perfectowi i The Geniusowi. Później 1 kwietnia na WrestleManii VI Hogan i Warrior zmierzyli się w walce o tytuł WWWF Heavyweight Championship. Wygrał Warrior.
W rzeczywistości Hulk Hogan chciał stracić tytuł, ponieważ planował emeryturę, a zależało mu, żeby jego następca był face’em, co wyjaśniałoby dlaczego były mistrz nie chce powrócić, aby się odegrać.

#### Rywalizacja z Earthquackiem (1990–1991)
Od kwietnia 1990 do lutego 1991 rywalizował z Earthquackiem. Pierwszy raz pokonał go na gali SummerSlam 27 sierpnia 1990. 19 stycznia 1991 wygrał Royal Rumble, w czasie którego wyeliminował Grega Valentine, Smasha, Crusha, Earthquake’a, Briana Knobbsa, The Warlorda i Tugboata. Hulk Hogan był pierwszą osobą w historii, która wygrała Royal Rumble dwa razy. Po zwycięstwie pokazał publiczności sztandarek nawiązujący do trwającej wówczas wojny w Zatoce Perskiej. Z jednej strony sztandarku było napisane Pokoju na Bliskim Wschodzie, a z drugiej Saddam i Slaughter się poddadzą. Sgt. Slaughter, który był najlepiej znany z odgrywania postaci amerykańskiego sierżanta, był w tym okresie sympatykiem Iraku.
Ostatni raz w telewizji Hogan zmierzył się z Earthquakiem 1 lutego 1991 w walce typu tag team match na gali Saturday Night’s Main Event. Tag team Hulka Hogana i Tugboata pokonał duet Earthquake’a i Dino Bravo, któremu towarzyszył manager Jimmy Hart. Ostatnia walka rywali miała miejsce 23 marca. Był to dark match, w którym zwyciężył Hogan.

#### Trzy kolejne panowania mistrzowskie (1991–1993)
24 marca 1991 na gali WrestleMania VII Hogan zmierzył się z ówczesnym posiadaczem mistrzostwa WWF Heavyweight Championship, Sgt. Slaughterem. Pokonał przeciwnika i po raz trzeci w swojej karierze zdobył najważniejszy tytuł WWF. Hogan ponownie pokonał Slaughtera 11 sierpnia w dark matchu. 26 sierpnia na gali SummerSlam tag team Hulka Hogana i The Ultimate Warriora wygrał walkę 2 na 3 przeciwko Sgt Slaughterowi, Col. Mustafie i Gen. Adnanowi. Sędzią specjalnym był Sid Justice. Rywalizacja Hogana i Slaughtera była nawiązaniem do toczącej się wówczas I wojny w Zatoce Perskiej. Hulk Hogan miał reprezentować amerykańskich patriotów, a Slaughter Irak.
27 listopada 1991 na gali Survivor Series Hogan stracił swój tytuł przegrywając walkę z The Undertakerem, w której interweniował Ric Flair. 3 grudnia na gali This Tuesday in Texas Hogan pokonał nowego mistrza i odzyskał tytuł, jednak w związku z kolejną interwencją Flaira, Jack Tunney, prezes WWF w kayfabe, zwakował mistrzostwo i ogłosił, że zostanie ono przyznane zwycięzcy głównej walki na gali Royal Rumble z 19 stycznia 1992. Hogan też wziął udział w tej walce. Wszedł na ring jako 26. Kiedy Sid Justice siłował się z Hoganem w pobliżu lin, Flair wyrzucił Justice’a z ringu, a ten pociągnął ze sobą Hogana. Justice i Hogan zostali wyeliminowani, a Ric Flair wygrał i został nowym mistrzem. 8 lutego w odcinku Saturday Night’s Main Event Justice i Hogan zmierzyli się jako tag team przeciwko Flairowi i Undertakerowi. Wtedy Justice zwrócił się przeciwko swojemu partnerowi. Konflikt Justice’a i Hogana został rozstrzygnięty 5 kwietnia 1992 na gali WrestleMania VIII. Justice’owi w narożniku towarzyszył Harvey Wippleman. Hogan wygrał przez dyskwalifikację po tym jak w ringu interweniował Papa Shango.
Przez większość 1992 i część 1993 roku, Hulk Hogan nie występował w telewizji w związku ze skandalem sterydowym. Powrócił debiutując w nowo utworzonym programie Monday Night Raw. Hogan zadeklarował pomoc Brutusowi Beefcake’owi, który rywalizował z tag teamem Money Inc. (Ted DiBiase i I.R.S.).
4 kwietnia 1993, na gali WrestleMania IX, Hulk Hogan i Brutusowi Beefcake zmierzyli się z drużyną Money Inc., której w narożniku towarzyszył Jimmy Hart. Hogan walczył z podbitym okiem, ponieważ dwa dni wcześniej miał wypadek na skuterze wodnym. Walka toczyła się o tytuł WWF Tag Team Championship, ale ponieważ pretendenci wygrali przez dyskwalifikację, przekazanie nie nastąpiło. Na tej samej gali Yokozuna pokonał Breta Harta w walce o WWF World Heavyweight Championship. Po wygranej manager nowego mistrza, Mr. Fuji, wyzwał Hogana do walki o tytuł jeszcze tego samego dnia. Hogan przyjął wyzwanie, wygrał i rozpoczął swoje piąte panowanie mistrzowskie. Trwało ono do 13 czerwca, kiedy Yokozuna odzyskał tytuł wygrywając z Hoganem na gali King of the Ring. Po tych wydarzeniach Hogan odszedł z WWF aby rozpocząć pracę przy serialu Grom w raju i występować jako wrestler w Japonii.
W wywiadzie dla magazynu Power Slam UK Magazine z 1994 Hogan zdradził, że postanowił odejść z WWE z powodu różnicy wizji dalszego rozwoju federacji. Vince McMahon miałby chcieć promować innych wrestlerów, a Hogan uważał, że Hulkamania cieszyłaby się większym zainteresowaniem fanów.

### World Championship Wrestling (1994–2000)

#### Pierwsze lata (1994–1996)
Dołączył do World Championship Wrestling (WCW) 11 czerwca 1994. Jego pierwsza walka w tej organizacji miała miejsce na gali Bash at the Beach. Pokonał wtedy Rica Flaira w pojedynku o mistrzostwo WCW World Championship. Następnie Flair pokonał nowego mistrza 28 sierpnia w stalowej klatce na gali Clash of Champions – zwycięstwo nastąpiło w wyniku wyliczenia, więc tytuł nie zmienił posiadacza. 28 października obaj ponownie starli się w stalowej klatce, tym razem na gali Halloween Havoc, gdzie sędzią specjalnym był Mr. T. Tym razem wygrał Hogan.
Od listopada 1994 do lutego 1995 rywalizował z The Butchererm (dawny Brutus Beafcake). 25 stycznia na gali Clash of Champions miała miejsce walka tag teamów rozstrzygająca ich spór. Hulk Hogan i Randy Savage pokonali Kevina Sullivana i The Butchera. Po walce mistrz WCW United States, Big Van Vader, próbował zaatakować Hogana, ale ten umknął. Hogan wygrał przeciwko Vaderowi kilka kolejnych bitew: 19 lutego 1995 na SuperBrawl, 19 marca na Uncensored, 21 maja na Slamboree i 16 lipca na Bash at the Beach. Ich walka na Slamboree była walką tag teamów. Partnerem Hogana był Randy Savage, a Vadera Ric Flair.
29 października 1995 na gali Halloween Havoc wziął udział w zapasach sumo monster trucków na dachu budynku. Jego przeciwnikiem był The Giant. Hogan wygrał wyzwanie, po czym obaj zawodnicy wysiedli z pojazdów i zaczęli walczyć w zwarciu. W wyniku szarpaniny Giant spadł z dachu, ale jak się później okazało, nic mu się nie stało. Jeszcze tej samej nocy obaj zawodnicy zmierzyli się w walce o WCW World Heavyweight Championship. Dzięki temu, że manager Jimmy Hart zwrócił się przeciwko Hoganowi, Giant pokonał mistrza i przejął jego pas.

#### Dominacja New World Order (1996–1998)
W 1996 prezes World Championship Wrestling, Eric Bischoff, postanowił zaadaptować w swojej organizacji wątek inwazji, który wcześniej pojawił się w New Japan Pro-Wrestling. Sprowadził do WCW Scotta Halla i Kevina Nasha, dwie popularne gwiazdy World Wrestling Federation (WWF). Bischoff chciał w ten sposób przekonać fanów, że WWF przeprowadza inwazję na WCW, chcąc zniszczyć organizację od środka. Zaczęło się to w odcinku WCW Monday Nitro, w którym Scott Hall ogłosił wojnę z WCW. Niedługo potem dołączył do niego Kevin Nash. Razem upokorzyli właściciela organizacji na oczach fanów. Na gali Bash at the Beach w 1996 miał miejsce pojedynek 3 na 3 między zawodnikami wiernymi organizacji, a najeźdźcami. WCW reprezentowali Randy Savage, Lex Luger i Sting. Inwazję reprezentował Scott Hall, Kevin Nash i tajemnicza trzecia osoba, która nie pojawiła się jednak w ringu na czas. We wczesnej fazie pojedynku Luger doznał kontuzji i odszedł za kulisy. Później, w trakcie walki, w wejściu na arenę pojawił się Hulk Hogan, który powoli szedł w stronę ringu oklaskiwany przez publiczność. Niespodziewanie zaatakował Randiego Savage’a Leg Dropem. Widownia szybko zmieniła swoje nastawienie, bucząc i rzucając śmieci w stronę ringu. Po walce wygranej przez najeźdźców, Hogan zaczął obrażać zgromadzony tłum i ogłosił, że zakłada z Hallem i Nashem stajnię o nazwie New World Order. Hulk Hogan stał się heelem po raz pierwszy od 15 lat. Przyjął nowy pseudonim ringowy – Hollywood Hogan – i zaczął nosić czarny strój charakterystyczny dla swojej nowej drużyny. 10 sierpnia na gali Hog Wild pokonał w walce The Gianta oszukując. Uderzył przeciwnika jego pasem mistrzowskim, kiedy sędzia nie patrzył. Następnie przypiął go i odebrał mu mistrzostwo WCW World. Następnie namalował sprayem na pasie litery nWo i ogłosił, że od teraz mistrzostwo nazywa się nWo World Championship, choć oficjalnie nazwa tytułu nie została zmieniona.
4 sierpnia 1997, w odcinku WCW Monday Nitro, Lex Luger pokonał Hollywood Hogana i wygrał mistrzostwo WCW World. Hogan odzyskał tytuł w walce rewanżowej 9 sierpnia 1997. Jego trzecie panowanie trwało do 28 grudnia, kiedy na gali Starrcade Sting pokonał go w walce.
Hollywood Hogan odzyskał mistrzostwo WCW World 20 kwietnia 1998, pokonując ówczesnego mistrza Randy’ego Savage’a na cotygodniowej gali WCW Monday Nitro. Czwarte panowanie mistrza skończyło się 6 lipca 1998 po przegranej walce z Goldbergiem, również w NITRO.
W kwietniu 1998 doszło do rozłamu w stajni nWo z przyczyn poglądowych. Część członków pozostała wierna Hoganowi, tworząc frakcję nWo „Hollywood”, a część poszła za Kevinem Nashem tworząc nWo „Wolfpack” (pol. Wataha Wilków). Obie frakcje rywalizowały ze sobą przez wiele miesięcy. 26 października w programie Jaya Leno Hollywood Hogan niespodziewanie ogłosił, że przechodzi na emeryturę.

#### Fingerpoke of Doom (1999)
4 stycznia 1999 Kevin Nash był mistrzem WCW World i miał się zmierzyć z Goldbergiem w pojedynku, który był kreowany na bardzo ważny, będący wydarzeniem wieńczącym długą i znaczącą rywalizację. Ponadto wydarzenie to miało miejsce w rodzinnej dla Goldberga Atlancie. Zwrot akcji był taki, że Goldberg nie mógł stawić się na czas w ringu, z powodu zatrzymania przez organy porządku publicznego. Zastąpił go powracający do zawodu Hollywood Hogan. Na samym początku walki Hogan lekko dotknął przeciwnika palcem wskazującym, a wtedy Nash natychmiast upadł na podłogę i pozwolił się przypiąć i wygrać pretendentowi do tytułu. Oznaczało to piąte panowanie Hogana i koniec rozłamu w nWo. Ten incydent spotkał się z przytłaczająco negatywnym odbiorem publiczności. Po tym wydarzeniu konferansjer Tony Schiavone próbował przekonać telewidzów, żeby nie przełączali kanału, nieopatrznie zdradzając przy tym, że Mick Foley właśnie walczy o mistrzostwo konkurencyjnej firmy, WWF. Skutek był jednak odwrotny do zamierzonego i setki tysięcy widzów przełączyło kanał. Incydent ten jest powszechnie nazywany Fingerpoke of Doom (pol. Dotknięcie palcem zagłady) i przypisuje mu się przyczynienie do dalszego spadku oglądalności, a ostatecznie upadku WCW. Hogan utracił mistrzostwo 14 marca 1999 na gali Uncensored, pokonany przez Rica Flaira w stalowej klatce.
12 lipca 1999 w odcinku WCW Monday Nitro Hogan pokonał mistrza Randy’ego Savage’a i przejął mistrzostwo WCW World Championship. Tak zaczęło się jego szóste panowanie. Trwało ono do 12 września 1999, kiedy Hogan stracił pas, przegrywając go w walce ze Stingiem na gali Fall Brawl.

#### Okoliczności odejścia z WCW (2000)

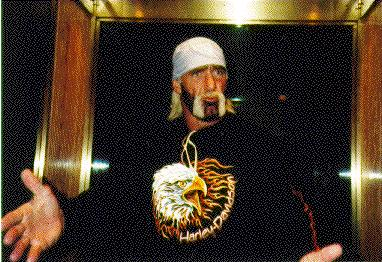
Hulk Hogan w 2000 roku w WCW

W 2000 (poza kayfabe) główny scenarzysta WCW Vince Russo chciał, aby Hogan przegrał na gali Bash at the Beach z ówczesnym mistrzem WCW World Heavyweight, Jeffem Jarrettem. Ten pomysł nie spodobał się Hoganowi, który namówił prezesa organizacji, Erica Bischoffa, do zmiany scenariusza. Hogan miałby wygrać i przejąć tytuł, a potem ogłosić, że opuszcza WCW. Następnie Russo ogłosiłby turniej, w którym nagrodą byłoby nowe mistrzostwo, a po wyłonieniu nowego mistrza Hogan powróciłby na gali Halloween Havoc, deklarując, że to on jest prawdziwym mistrzem. 9 lipca na Bash at the Beach doszło do zaplanowanego wcześniej pojedynku. Jarrettowi towarzyszył w narożniku sam Vince Russo, który w kayfabe był też przedstawicielem zarządu. Walka skończyła się, kiedy Jarrett położył się specjalnie na podłodze, a Russo rzucił pas na ring, mówiąc Hoganowi, żeby go sobie wziął. Pretendent do tytułu poprosił o mikrofon i publicznie zarzucił Russo, że WCW jest w złym stanie właśnie przez takie sytuacje, po czym przypiął mistrza stopą, wziął pas i udał się za kulisy. Zarówno Hogan, jak i Bischoff deklarowali w późniejszych latach, że do tego momentu wszystko było zaplanowane. Jednak jeszcze na tej samej gali Vince Russo wygłosił przed widownią improwizowaną przemowę, w której wyzywał wulgarnie Hogana, zarzucił mu nadużywanie swoich wpływów w WCW i oświadczył, że Hogan już nigdy więcej nie pojawi się w organizacji, a jego walka z Jarrettem jest całkowicie nieoficjalna. Po tym wydarzeniu Hogan naprawdę odszedł z firmy i pozwał Vince’a Russo o zniesławienie, ale jego pozew został odrzucony.

### Drugi powrót do WWF / WWE (2002–2003)

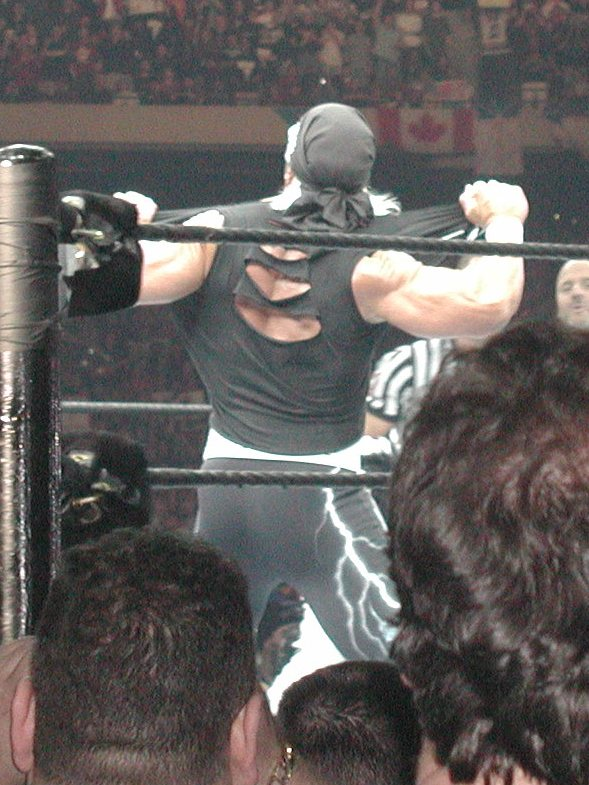
Hulk Hogan na gali WrestleMania X8

25 stycznia 2002 podpisał kontrakt z World Wrestling Federation (WWF, później WWE) i przyjął pseudonim ringowy Hollywood Hulk Hogan. 17 lutego pojawił się po wielu latach w odcinku cotygodniowej gali. Pomógł wtedy Chrisowi Jericho pokonać Steve’a Austina. 18 lutego zaakceptował wyzwanie rzucone mu przez Rocka, który chciał, aby obaj zmierzyli się na gali WrestleMania X-8, ale niespodziewanie ujawniła się utworzona w WCW stajnia nWo. Grupa zaatakowała The Rocka. Pobity został zaniesiony do ambulansu, który następnie został staranowany przez Hogana pojazdem członowym. 17 marca na gali WrestleMania X-8 Rock pokonał lidera nWo, który po walce podał rękę zwycięzcy, aby mu pogratulować. Pozostali członkowie stajni, Scott Hall i Kevin Nash, uznali to za zdradę, zwrócili się przeciwko przegranemu i zaatakowali go. The Rock uratował Hogana, dla którego oznaczało to face turn.
W marcu Hogan i Rock rywalizowali drużynowo z nWo, ale w wyniku WWE Draftu obaj zostali przydzieleni do brandu SmackDown i tym samym oddzieleni od rywali. 4 kwietnia 2002 Hulk Hogan pojawił się w swoim żółto-czerwonym stroju sprzed dołączenia do nWo i ponownie zaczął używać pseudonimu ringowego Hulk Hogan. Vince McMahon ogłosił go głównym pretendentem do tytułu WWF Undisputed Championship. 21 kwietnia na gali Backlash Hogan pokonał mistrza Triple H-a i rozpoczął swoje szóste panowanie jako posiadacz głównego tytułu WWE.
13 maja 2002 w WWE SmackDown wygrał starcie z Rikiem Flairem po chaotycznej walce, w której próbowali interweniować między innymi nWo, Bradshaw i Steve Austin. Po walce The Undertaker, z którym Hogan miał zaplanowaną walkę na gali Judgement Day, zaatakował mistrza, przywiązał jego stopę do motocykla, a potem wsiadł na pojazd i odjechał, ciągnąc rywala za sobą. W kayfabe Hogan doznał kontuzji szyi.
16 maja 2002 w WWE SmackDown Hogan wystąpił przed montrealską widownią, która wiwatowała na jego cześć przez 10 minut. Prezes WWE Vince McMahon dołączył do Hogana i również wygłosił przemówienie. Nazwał Hogana pustą skorupą tego, czym był kiedyś, skrytykował Hulkamanię i wstawił się za Undertakerem. W odpowiedzi Hogan powalił McMahona i wykonał na nim swój finisher. Był to początek rywalizacji wrestlera i prezesa WWE. 19 maja 2002 na gali Judgement Day The Undertaker z pomocą McMahona pokonał Hogana w walce o mistrzostwo WWE Championship.
23 maja 2002 Hogan wystąpił przed widownią SmackDown, żeby ogłosić swoją emeryturę. Vince McMahon jednak przerwał jego wystąpienie i zabronił mu przerwania kariery, powołując się na kontrakt i grożąc pozwem sądowym. McMahon oświadczył, że to on stworzył Hulkamanię i umrze ona na jego warunkach. Wypomniał też Hoganowi jego odejście z firmy w 1993.
4 lipca 2002 w SmackDown Hogan i Edge zdobyli tytuł drużynowy WWE Tag Team Championship, pokonując tag team Billy and Chuck (Billy Gunn i Chuck Palumbo). Ich panowanie trwało do 21 lipca 2002, kiedy zostali pokonani na gali Vengeance przez Lance’a Storma i Christiana.
23 stycznia 2003 Hogan wystąpił przed widownią SmackDown, zapowiadając, że w związku z kończącym się kontraktem zamierza tym razem odejść właściwie. Vince McMahon przerwał wystąpienie i wyzwał Hogana do walki. Zwyciężył Hogan. Zwieńczeniem ich rywalizacji była walka na WrestleManii 19, gdzie mimo interwencji Roddy’ego Pipera Hulk Hogan pokonał Vince’a McMahona w walce typu street fight.
3 kwietnia 2003 w SmackDown Vince McMahon zawiesił Hogana i powiedział, że od teraz będzie mu płacił za pozostanie w domu. Hogan, którego kontrakt zobowiązywał do słuchania się szefa, odszedł, ale powrócił 1 maja jako zamaskowany wrestler o pseudonimie ringowym Mr America. Rywalizacja wrestlera i prezesa była kontynuowana. Przez wiele miesięcy McMahon próbował ujawnić, że Mr. America to Hulk Hogan. 2 lipca 2003 prezes federacji zaprezentował widowni nieemitowane wcześniej nagranie, na którym Mr. America po wygranej walce na chwilę zdejmuje maskę, pokazując się publiczności. Następnie McMahon publicznie ogłosił, że America zostaje zwolniony. W rzeczywistości Hulk Hogan odszedł z WWE już wcześniej, w związku z nieporozumieniami związanymi z wynagrodzeniem i wykorzystaniem postaci, więc jego wątek musiał zostać domknięty bez jego udziału.

### Powrót do New Japan Pro-Wrestling (2003)
Po odejściu z WWE ponownie zaczął występować w New Japan Pro-Wrestling (NJPW). 11 października 2003 przeprowadził się do Japonii z managerem Jimmym Hartem i rozpoczął przygotowania przed galą Tokyo Dome Show. Hogan zapewnił w wywiadzie dla Yomiuri Sports, że nie chce mieć już nic wspólnego z WWE i Vince’em McMahonem. 13 października pokonał Masahiro Chono w około 19 minut. Po walce ogłosił, że chciałby ponownie zdobyć główny tytuł IWGP Heavyweight Championship, a potem mistrzostwo NWA. Wtedy niespodziewanie został zaatakowany gitarą przez Jeffa Jarretta tak, że jego głowa zaczęła krwawić. Jarret powiedział wówczas Słyszałem, że chcesz przejść do TNA. No to TNA przyszło do ciebie. 15 października 2003 Jimmy Hart zapowiedział, że Hulk Hogan zamierza się zemścić.

### Trzeci powrót do WWE (2005–2006)

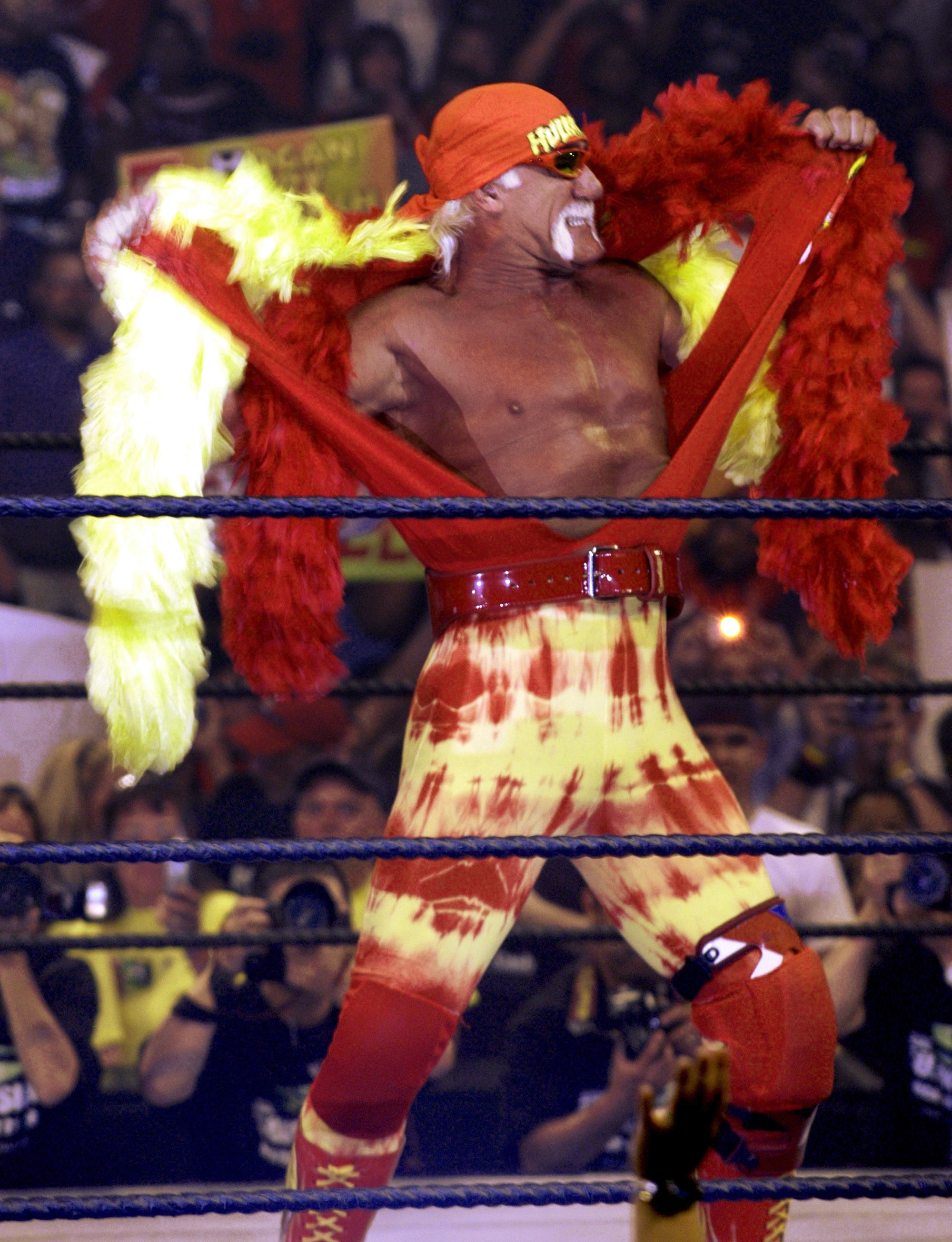
Hulk Hogan w swoim charakterystycznym stroju w 2005 roku

28 lutego 2005 World Wrestling Entertainment ogłosiło, że Hulk Hogan zostanie przyłączony do WWE Hall of Fame na gali WrestleMania 21 w 2005. Ceremonia dołączenia miała miejsce 2 kwietnia.
3 kwietnia 2005 wrestler Muhammad Hassan wyraził żal z powodu braku swojej chwili na Wrestlemanii i postanowił za to wyróżnić się atakując Eugene’a. Wtedy Hulk Hogan zjawił się żeby pomóc zaatakowanemu. Shawn Michaels w czasie swojego promo 11 kwietnia poprosił nieobecnego wówczas Hogana o pomoc w walce z tag teamem Hassana i Daivari. 18 kwietnia Michaels pokonał Hassana przez dyskwalifikację, gdyż manager jego przeciwnika, Daivari, zaatakował go i razem ze swoim podopiecznym bił nawet po oficjalnej walce. Nagle Hulk Hogan przybył, by pomóc zaatakowanemu i przyjąć propozycję utworzenia drużyny. 1 maja 2005 na gali Backlash Hogan i Michaels zmierzyli się z Muhammadem Hassanem i Khosrowem Daivarim w walce tag teamów i wygrali.
4 lipca 2005 Carlito Cool i Hulk Hogan reklamowali w programie WWE Raw reality show Uparty jak Hogan, kiedy nagle interweniował Kurt Angle. Jeszcze tego samego dnia Angle i Carlito zmierzyli się z Shawnem Michaelsem i Hulkiem Hoganem i przegrali, ale nieoczekiwanie Michaels zwrócił się przeciwko Hoganowi i stał się heelem. 18 lipca Hogan zaakceptował wyzwanie Michaelsa, zmierzył się z nim 21 sierpnia 2005 na gali SummerSlam i pokonał go. Po walce obaj zawodnicy podali sobie ręce. W grudniu Hogan skręcił sobie kostkę na planie filmowym Little Hercules, co wiązało się z zawieszeniem występów w WWE.
W lipcu i sierpniu 2006 rywalizował z Randym Ortonem, znanym wówczas jako zabójca legend. Podłożem ich rywalizacji było zalecanie się Ortona do córki Hogana, Brooke Hogan. Finał tej rywalizacji miał miejsce 20 sierpnia na SummerSlam, gdzie Hogan pokonał Ortona.

### Total Nonstop Action Wrestling (2009–2013)

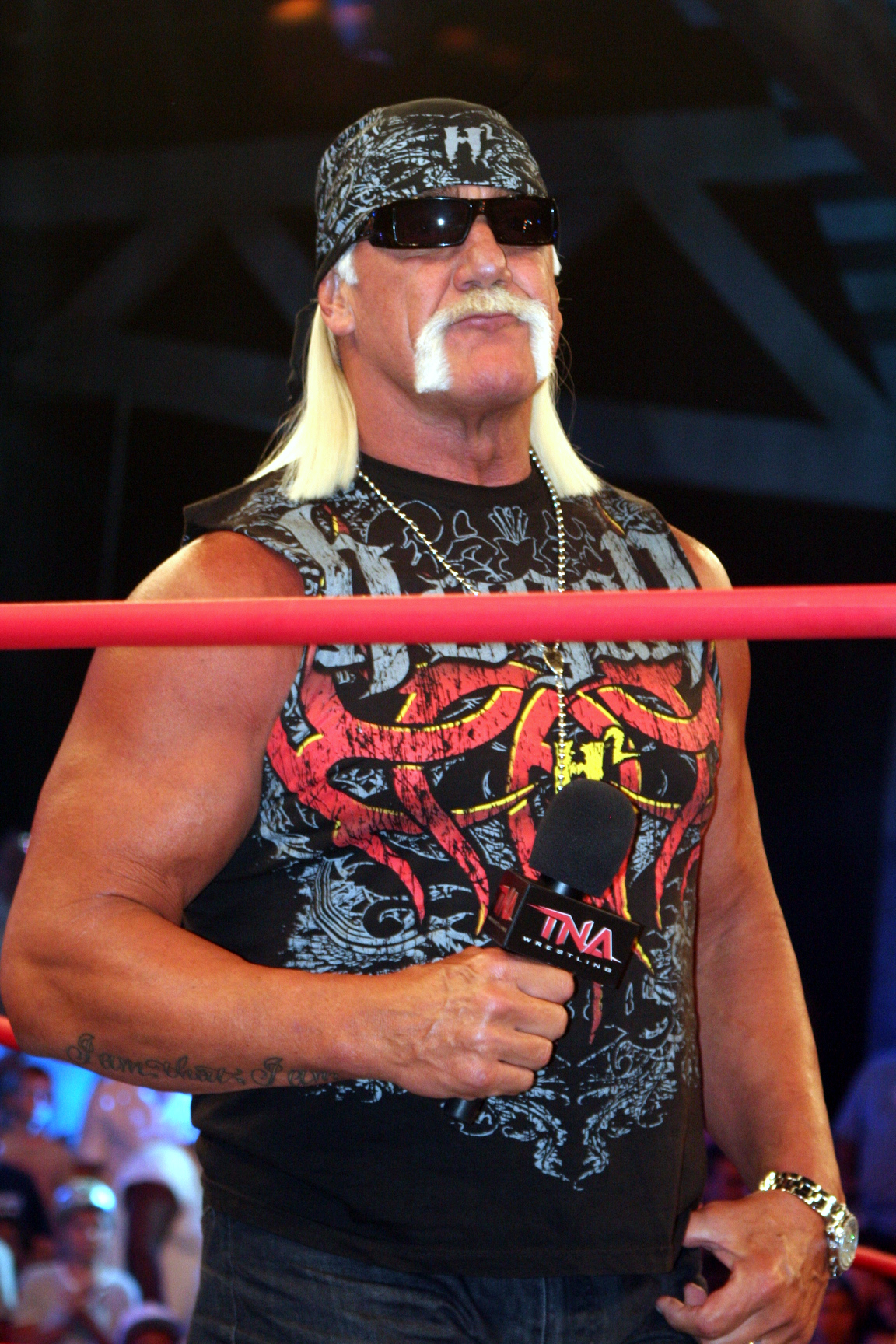
Hulk Hogan w 2010 roku

27 października 2009 Hulk Hogan i Eric Bischoff podpisali umowę z Dixie Carter na występy w Total Nonstop Action Wrestling (TNA). 29 października organizacja pokazała nagranie z konferencji prasowej na Madison Square Garden, w czasie której Hogan promował swoją nową książkę, My Life Outside the Ring. Wtedy też wrestler po raz pierwszy ogłosił, że podpisał umowę z właścicielką TNA. W kayfabe Hogan został partnerem biznesowym Carter i miał pełnić funkcje zarządcze oraz organizacyjne. Debiutował na arenie TNA 4 stycznia 2010. Skonfrontował się wtedy z Kevinem Nashem, Scottem Hallem i Seanem Waltmanem, którzy chcieli razem z nim ponownie stworzyć stajnię New World Order, ale Hogan odmówił, tłumacząc, że kiedy należał do nWo to były inne czasy. 17 stycznia wraz z Bischoffem debiutował na gali pay-per-view organizacji, gdzie zaprezentował widowni czworoboczny ring (do tej pory w TNA wrestlerzy przeważnie walczyli w sześciobocznym ringu). Publiczność zareagowała negatywnie, bucząc i skandując We want six sides! (pol. Chcemy sześciu boków!).
Hogan włączył się osobiście po stronie Abyssa w jego konflikcie z Rikiem Flairem. Razem 8 marca 2010 zmierzyli się w pojedynku tag teamów przeciwko Flaierowi i AJ Stylesowi, ale w czasie ich walki w ringu pojawił się powracający do organizacji Sting, który niespodziewanie stał się heelem i zaatakował Hogana kijem baseballowym. Odbywający się pojedynek został dokończony później tego wieczoru. Zwyciężył Hogan i Abyss. Incydent ten zapoczątkował rywalizację między Hoganem i Stingiem. Z czasem w rywalizację zaczęli angażować się też inni wrestlerzy. 18 kwietnia na gali TNA Lockdown drużyna Hogana (Abyss, Rob Van Dam, Jeff Jarrett i Jeff Hardy) pokonała drużynę Flaira (Sting, James Storm, Robert Roode i Desmond Wolfe).
3 marca 2011 wygrał w kayfabe proces sądowy z Dixie Carter i całkowicie przejął firmę TNA. Oboje postanowili jednak rozstrzygnąć swój spór poprzez wrestling. Na gali Bound For Glory 16 października 2011 Hogan przegrał ze Stingiem w walce bez dyskwalifikacji i oddał swoje udziały Carter. Gdyby Hogan wygrał, Sting musiałby odejść z TNA.
13 października 2013 odmówił Dixie Carter przedłużenia kończącego się w owym miesiącu kontraktu i przestał pojawiać się w programach TNA.

### Czwarty powrót do WWE (2013–2015)

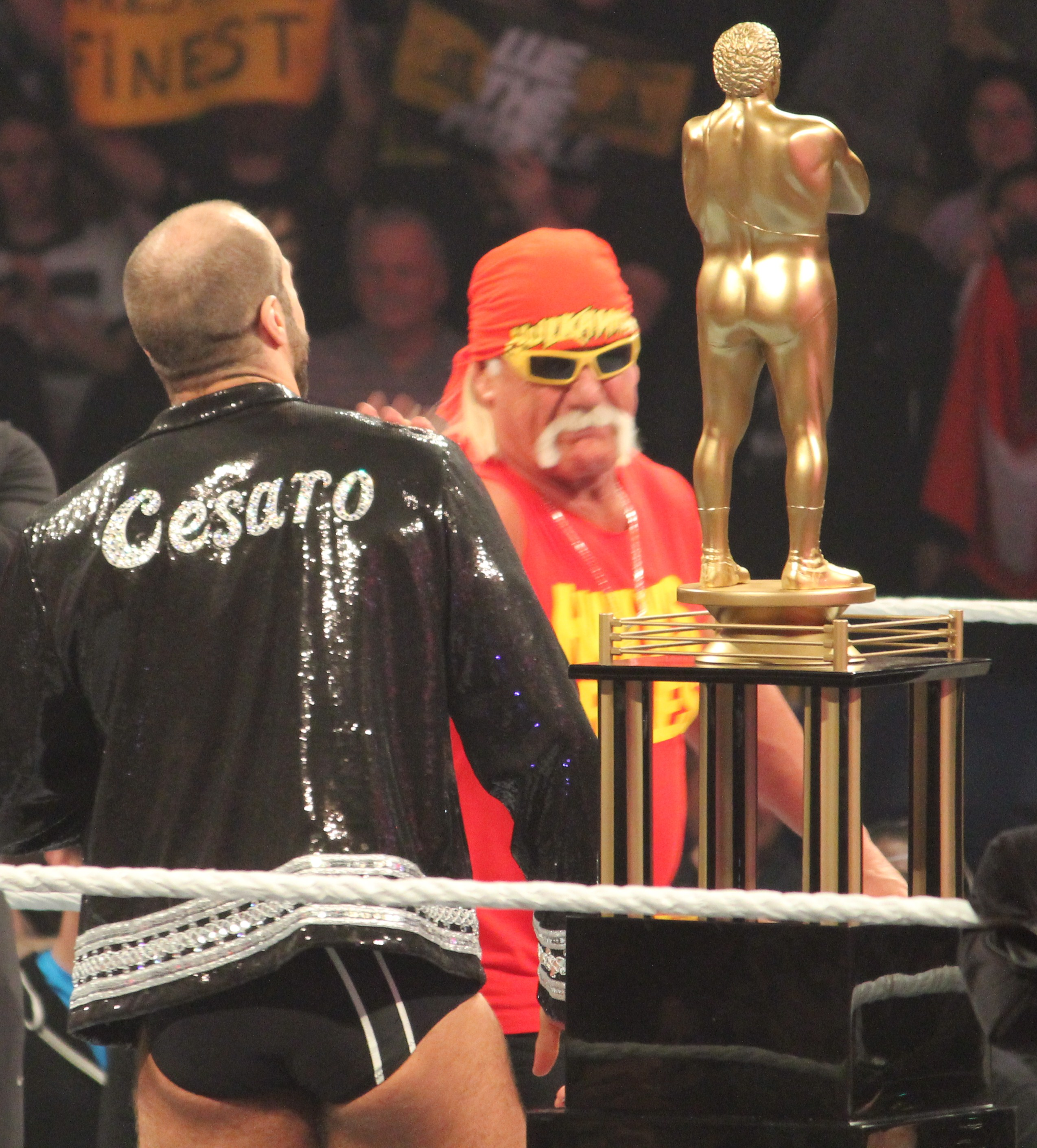
Hulk Hogan gratulujący Cesaro – zwycięzcy inauguracyjnej corocznej walki André the Giant Memorial Trophy.

20 lutego 2014 WWE ogłosiło, że Hulk Hogan powróci do organizacji jako oficjalny gospodarz gali WrestleMania XXX w Nowym Orleanie w Luizjanie. 24 lutego pojawił się w ringu WWE po raz pierwszy od grudnia 2007 i tego dnia promował WWE Network. 10 marca 2014 zapowiedział pierwszą walkę typu battle royal ku pamięci André the Gianta o nazwie André the Giant Memorial Battle Royal. To właśnie Hoganowi przypisuje się ustanowienie tej tradycji. Był oficjalnym gospodarzem gali WrestleMania XXX. Nie walczył, ale występował w segmentach z innymi zawodnikami mającymi w WWE legendarny status. Byli to: Stone Cold Steve Austin, The Rock, Mr. T, Paul Orndorff i Roddy Piper. 27 lutego 2015 Hogan został uhonorowany w Madison Square Garden w trakcie specjalnego poświęconego mu wydarzenia o nazwie Hulk Hogan Appreciation Night (pol. Noc Docenienia Hulka Hogana). 28 marca wprowadził do WWE Hall of Fame zmarłego Randy’ego Savage’a. Dzień później, na gali WrestleMania 31, razem ze Scottem Hallem i Kevinem Nashem wystąpił w odnowionej drużynie nWo, aby wesprzeć w narożniku Stinga w czasie jego walki przeciwko Triple H-owi, którego w narożniku wspierała odnowiona drużyna D-Generation X, a w niej Billy Gunn, X-Pac, Road Dogg i Shawn Michaels.

### Skandal kończący karierę (2015–2018)
24 lipca 2015 WWE oświadczyło, że zerwało kontakt z Hoganem, choć adwokat wrestlera twierdził, że jego klient sam odszedł. Dzień wcześniej WWE usunęło większość wzmianek o Hoganie na swojej stronie internetowej, w tym cały merchandising, artykuły ze sklepu odnoszące się do Hogana i jego profil członka WWE Hall of Fame. Usunięto też jego postać z DLC do WWE 2K16 i z WWE 2K17. Było to związane z publikacjami w National Enquirer i Radar Online. Gazety ujawniły nagranie Hulka Hogana, które zawierało stosunek seksualny wrestlera z Heather Clem, która była żoną jego przyjaciela, Todda Clema. Na nagraniu Hogan wyraża obrzydzenie tym, że jego córka umawia się z czarnoskórym mężczyzną i wielokrotnie użył wulgarnego rasistowskiego słowa nigger. Nagranie wyciekło wbrew woli i wiedzy Hogana, który natychmiast przeprosił za swoje słowa i zapewnił, że nie odzwierciedlają one jego prawdziwych przekonań.
Pomimo zwolnienia w trybie natychmiastowym, od tego czasu pojawiło się wiele doniesień o możliwym powrocie Hogana do WWE. We wrześniu 2015 członek zarządu Paul „Triple H” Levesque wyraził otwartość na powrót Hogana do firmy. W styczniu 2016 dziennikarz Bryan Alvarez z Wrestling Observer Line spekulował na temat możliwości pojawienia się Hogana w czasie gali WrestleMania 32. W lutym 2017 dziennikarz New Wrestler Observer Dave Meltzer donosił, że wrestler pojawi się na gali WrestleMania 33. W maju 2017 Wrestling Observer Newsletter donosił o trwających negocjacjach Hulka Hogana i Vince’a McMahona, którą miał potwierdzić sam Hogan. W sierpniu 2017 Hogan ogłosił, że chciałby stoczyć pojedynek przeciwko Braunowi Strowmanowi, który miałby być ostatnią walką Hulka Hogana w jego karierze.

### Sporadyczne występy w WWE (od 2018)
Pierwsze oznaki powrotu Hulka Hogana do łask WWE pojawiły się 15 lipca 2018, kiedy jego profil został przywrócony na stronie internetowej WWE i w sekcji o członkach galerii sławy Hall of Fame. WWE wydało oświadczenie, w którym uznano, że Hogan zasługuje na drugą szansę po tym jak wielokrotnie przepraszał za to co zrobił i pracował w wolontariacie z młodymi ludźmi, ucząc ich wyciągania wniosków z popełnianych błędów. 2 listopada po raz pierwszy od 2015 pojawił się na gali WWE. Było to Crown Jewel w Rijad w Arabii Saudyjskiej. Został wyznaczony na gospodarza gali i w czasie wydarzenia wygłosił przemówienie. 7 stycznia 2019 wystąpił w odcinku WWE Raw, aby złożyć hołd zmarłemu w poprzednim tygodniu Mean Gene’owi Okerlundowi. W czasie tego występu Hogan przez chwilę przemawiał bez gimmicku.

### Inne organizacje

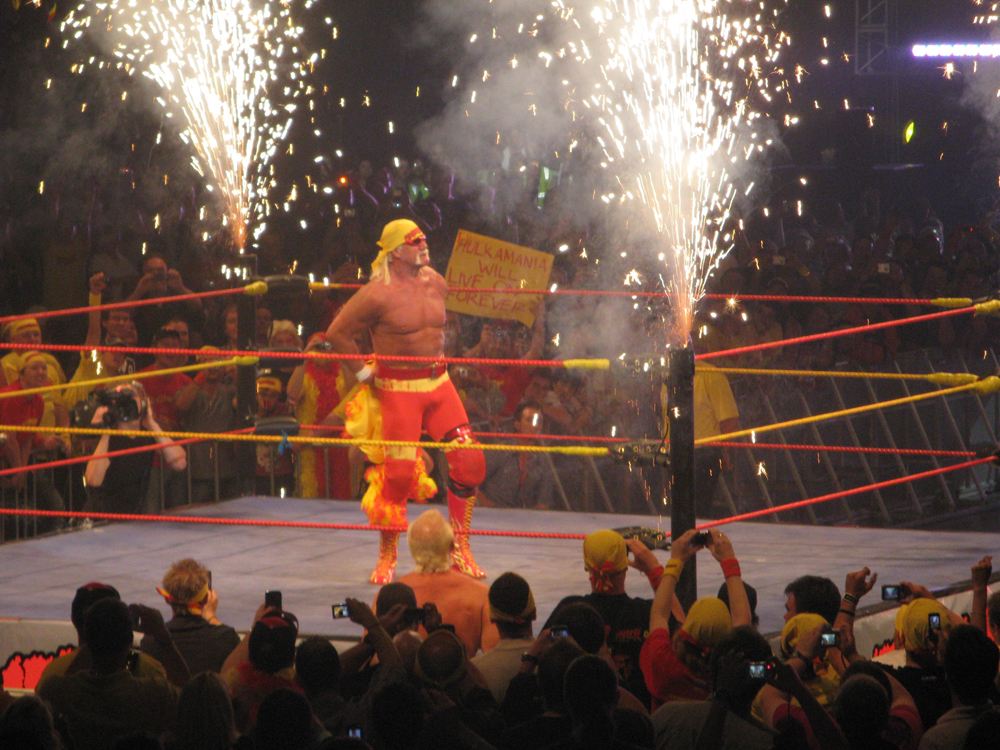
Hulk Hogan na jednym z wydarzeń w czasie trasy Hulkamania: Let The Battle Begin

6 grudnia 2008 wystąpił na gali Highspots.com Presents „The Nature Boy” Ric Flair & „The Immortal” Hulk Hogan. Był sędzią specjalnym w pojedynku Reida i Davida Flaira przeciwko drużynie The Nasty Boys (Brian Knobbs i Jerry Sags).
22 stycznia 2009 pojawił się na wydarzeniu organizacji Florida Championship Wrestling. Przyjechał żółtym Fordem Mustang i powiedział publiczności znajdźcie mi kogoś do walki, a wrócę, ale potem odjechał i już nie powrócił.
W listopadzie 2009 Hulk Hogan i Eric Bischoff wyprodukowali serię własnych wydarzeń w Australii, co w założeniu miało być wrestlerskim odpowiednikiem trasy koncertowej. Trasa nosiła nazwę Hulkamania: Let The Battle Begin. Hogan sam także występował w ringu, a jego głównym rywalem w kayfabe był Ric Flair. Hogan planował kolejną trasę w Chinach, ale plany zostały anulowane po tym jak występy w Australii okazały się porażką finansową, a firma organizująca wydarzenia zbankrutowała
27 kwietnia 2013 walczył i wygrał z „Giant” Paulem Wightem w czasie wydarzenia organizacji Memphis Wrestling.

## Film i telewizja
Do popularności Hulka Hogana w znacznym stopniu przyczyniła się jego aktywność w mediach niezwiązana z wrestlingiem. W 1982 zyskał dużą popularność dzięki występowi w filmie Rocky III, w którym zagrał postać Thunderlipsa, zawodnika nieokreślonego sportu walki. W 1989 Hulk Hogan zagrał główną rolę w pierwszym wyprodukowanym przez WWF filmie, Wszystkie chwyty dozwolone, którego fabuła została później wykorzystana na galach. W roku 1993 zagrał tytułową rolę w familijnej komedii Pan niania. Od 1993 do 1994 emitowano 22-odcinkowy serial Grom w raju, w którym Hogan grał rolę główną.
Często występował w reklamach. Reklamował między innymi sieci sklepów, płatki śniadaniowe, gry planszowe i komputerowe, witaminy i tabletki, kredyt samochodowy i olej silnikowy.
W 2005 razem z Sylvestrem Stallonem wystąpił na ceremonii rozdania nagród dla kaskaderów – Taurus World Stunt Award – aby wręczyć statuetkę Arnoldowi Schwarzeneggerowi. 2 października 2007 podpisał umowę z NBC na prowadzenie programu American Gladiators, który został wyemitowany w 2008. Również w 2008 wyprodukował i poprowadził reality show Hulk Hogan’s Celebrity Championship Wrestling, w którym dziesięciu celebrytów trenowało profesjonalny wrestling i rywalizowało ze sobą.
Od 2005 do 2007 on i jego rodzina występowali w autorskim reality show Uparty jak Hogan, a od 2008 do 2009 w jego spin-offie Uparta jak Brook.

## Gry komputerowe
W 2011 użyczył swojego głosu w grze Saints Row: The Third. Zagrał postać o imieniu Angel DeLaMuerte (w polskiej wersji Anioł Śmierci), wrestlera, który współpracuje z gangiem Saints (w polskiej wersji Święci) szukając zemsty na swoim byłym partnerze tagteamowym.
W październiku 2001 został rzecznikiem gry Legends of Wrestling na PlayStation 2 produkowanej przez Acclaim Entertainment
Użyczył swojego wizerunku grze Hulk Hogan’s Main Event na kinecta. Hogan jest w tej grze managerem gracza i udziela instrukcji. Gra zebrała bardzo złe recenzje krytyków i w 2017 roku zajęła 63. miejsce na liście 100 najgorszych gier wszech czasów portalu GamesRadar.
Wrestler na nim wzorowany pojawił się w dwóch grach z serii Fire Pro Wrestling: Fire Pro Wrestling 2nd Bout (PC, 1991) i Fire Pro Wrestling (GB, GBA, 2001), nazywał się Macho Star Axe Duggan.
Jego postać pojawiła się też:
- w grze Virtual Pro Wrestling 64 (N64, 1997)
- w trzech grach z serii Legends Of Wrestling: Legends Of Wrestling (GC, Xbox, PS2, 2001), Legends Of Wrestling II (GC, Xbox, PS2, 2002) i Showdown: Legends Of Wrestling (Xbox, PS2, 2004)
- w 8 grach z serii WCW: WCW vs. The World (PS, 1997), WCW vs. nWo: World Tour (N64, 1997), WCW Nitro (PS, 1998), WCW/nWo Revenge (N64, 1998), WCW/nWo Thunder (PS, 1998), WCW Nitro (N64, PC,1999), WCW Mayhem (N64, GC, PS, 1999) i WCW Backstage Assault (N64, PS, 2000)
- w 20 grach sponsorowanych przez WWE: WWF Wrestlemania Challenge (NES, 1990), WWF Superstars (GC, 1991), WWF Wrestlemania: Steel Cage Challenge (NES, SMS, 1992), WWF European Rampage Tour (C64, 1992), WWF Superstars 2 (GB, 1992), WWF Super Wrestlemania (Genesis, SNES, 1992), WWF Royal Rumble (Genesis, 1993), WWF King of the Ring (NES, GB, 1993), WWE Wrestlemania X-8 (GC, 2002), WWE Road To Wrestlemania X-8 (GB, GBA, 2002), WWE SmackDown! Shut Your Mouth (PS, 2002), WWE Crush Hour (GC, PS2, 2003), WWE Wrestlemania XIX (GC, 2003), WWE RAW 2 (Xbox, 2003), WWE Day Of Reckoning 2 (GC, 2005), WWE SmackDown! vs. RAW 2006 (PS2, PSP, 2005), WWE SmackDown! vs. RAW 2007 (Xbox, Xbox360, PS2, PSP, 2006), WWE Legends Of WrestleMania (Xbox360, PS3, 2009), WWE All-Stars (Wii, 3DS, Xbox360, PS2, PS3, PSP, 2001), WWE 2K14 (Xbox360, PS3, 2013) i WWE 2K15 (Xbox360, XboxOne, PS3, PS4, PC)[70].

### Dubbing
| Rok                   | Gra                         | Rola            |
| --------------------- | --------------------------- | --------------- |
| 2014                  | WWE 2K15                    | Hulk Hogan      |
| 2013                  | WWE 2K14                    | Hulk Hogan      |
| 2011                  | Gnomeo i Julia              | Terrafirminator |
| 2011                  | Saints Row: The Third       | Anioł Śmierci   |
| 2008                  | Il China                    | „The Dean”      |
| 2006                  | WWE SmackDown! vs. Raw 2007 | Hulk Hogan      |
| 2005                  | WWE SmackDown! vs. Raw 2006 | Hulk Hogan      |
| 2002                  | Legends of Wrestling        | Hulk Hogan      |
| Źródło: Filmweb, IMDb |                             |                 |

## Inne media
Wystąpił w teledysku do piosenki For a Moment w wykonaniu swojej córki, Brooke Hogan.
W maju 2006 Bliss Beverages wyprodukowało promowany przez niego i jego imieniem napój energetyzujący Hulk Energy Drink.
Peter Shukoff wcielił się w niego w piątym odcinku internetowej serii Epic Rap Battles of History, zatytułowanym Hulk Hogan and Macho Man vs. Kim Jong-il.

## Życie prywatne i śmierć

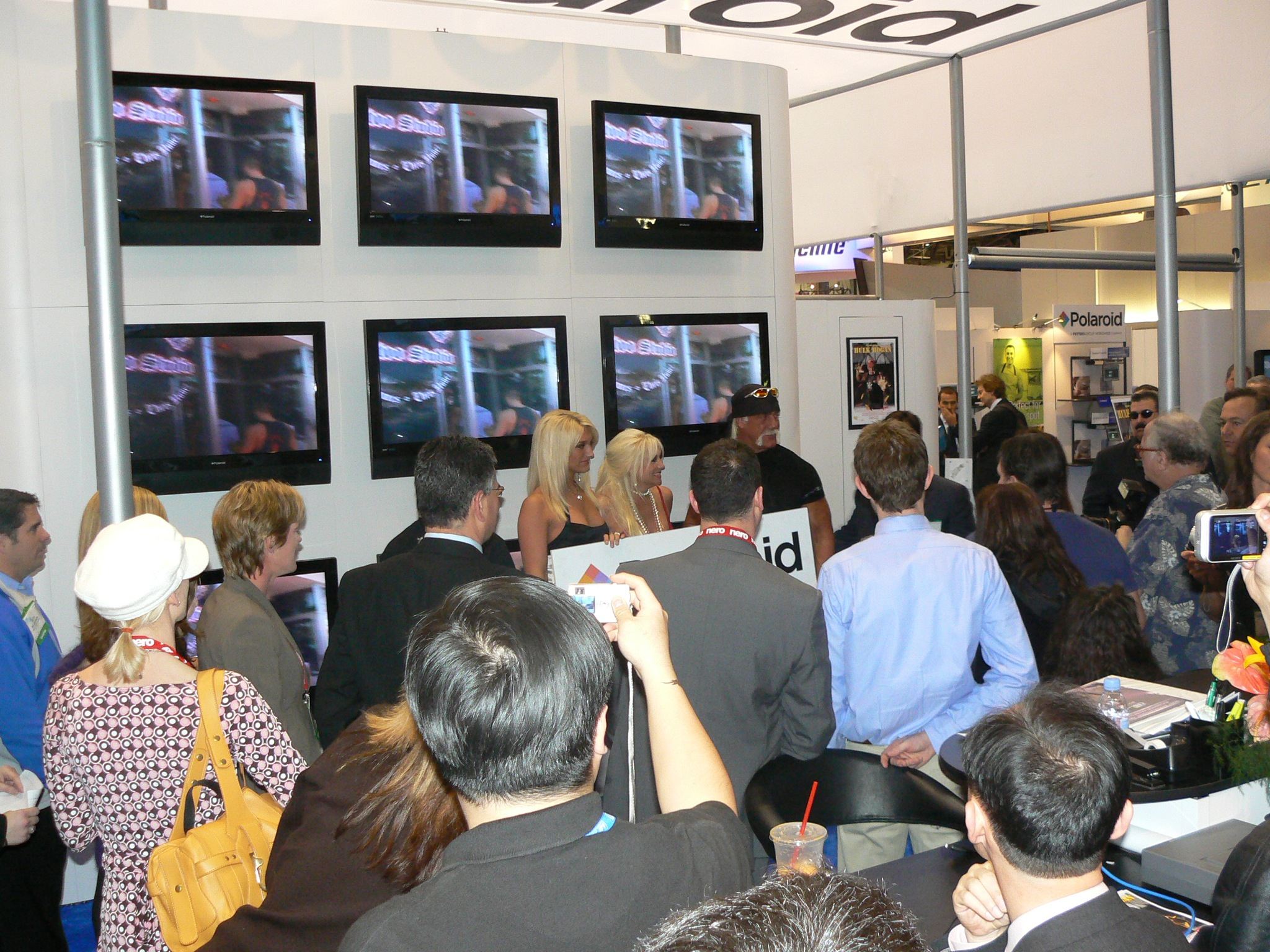
Hulk, Linda i Brooke Hogan

Deklarował się jako baptysta. Od 7 marca 2005 posiadał prawa autorskie do imienia Hulk.

### Rodzina
Jego ojciec, Pete Bollea, był Włochem, a matka, Ruth Bollea, miała pochodzenie francuskie, włoskie i panamskie. Miał o 7 lub 8 lat starszego brata, Allana. Ruth Bollea miała z poprzedniego małżeństwa innego syna, o 13 lub 14 lat starszego od Hulka Hogana Kennetha Wheelera.
Od 18 grudnia 1983 do 27 lipca 2009 był żonaty z Lindą Hogan, z którą miał dwoje dzieci, Nicka i Brooke. Od 21 listopada 2010 jego żoną była Jennifer McDaniel.
W sierpniu 2007 syn Hogana, Nick, został aresztowany za łamanie przepisów ruchu drogowego. Nick Hogan doprowadził wówczas do sparaliżowania swojego przyjaciela Johna Graziano, który był pasażerem. 9 maja 2008 został skazany na 8 miesięcy więzienia. Jego ojciec był wtedy obecny na sali sądowej. Skazanie jego syna na więzienie i separacja z żoną doprowadziły w lipcu 2008 do decyzji Hogana o zdjęciu z anteny reality show Uparty jak Hogan poświęconego rodzinie Hoganów.
Hogan zmarł 24 lipca 2025 w swoim domu, w Clearwater w wieku 71 lat. Przyczyną zgonu było zatrzymanie akcji serca .

## Kontrowersje

### Kontrola nad karierą
Hulkowi Hoganowi wielokrotnie zarzucano nadużywanie kontroli nad swoją karierą. W celu zachowania dobrej reputacji wrestler miał wymuszać na organizacjach podejmowanie kontrowersyjnych decyzji. Do zawodników, przeciwko którym Hogan odmówił przegranej należą między innymi Mr. Perfect, Randy Savage, Ric Flair, Shawn Michaels, Randy Orton i Stone Cold Steve Austin. Z Rickiem Rudem nie chciał nawet walczyć. Nie zgodził się na przegraną z Jakiem „The Snake” Robertsem twierdząc, że taka walka nie przyniosłaby dochodów. Po tym jak pokonał The Ultimate Warriora w walce o mistrzostwo, nie chciał się z nim zmierzyć ponownie w ramach rewanżu.
Odmówił przegrania walki z Randym Savage’em w jakichkolwiek okolicznościach. Nie chciał też występować z nim ringu na gali WrestleMania 2. Zgodził się na utratę tytułu mistrzowskiego w walce z André the Giantem, ale tylko pod warunkiem, że André będzie oszukiwał, a Hogan odzyska tytuł niedługo później pokonując Randy’ego Savage’a. Po tym wydarzeniu nie zgadzał się na rewanż.
Bret Hart w czasie gali Wrestlemania XI musiał przegrać swój tytuł w walce z Yokozuną, który jeszcze tego samego dnia przegrał tytuł w walce z Hulkiem Hoganem. Hart w swojej autobiografii, My Real Life in the Cartoon World of Wrestling, wydanej w 2009, zarzucił Hoganowi wymuszenie na zarządzie takiego poprowadzenia historii grożąc, że inaczej nie pojawi się na gali.
W 2000 Hulk Hogan miał zgodnie ze wstępnym planem przegrać z posiadaczem tytułu WCW World Championship, Jeffem Jarrettem, na gali Bash at the Beach. Hogan jednak odmówił przegranej i namówił prezesa organizacji, Erica Bischoffa, do zmiany scenariusza. 9 lipca na Bash at the Beach główny scenarzysta, Vince Russo, postanowił jednak przełamać czwartą ścianę i wbrew scenariuszowi wygłosił przed widownią improwizowaną przemowę. Zarzucił Hoganowi nadużywanie wpływów na organizację i prowadzenie polityki szkodliwej dla firmy, a następnie oświadczył, że Hogan już nigdy więcej nie pojawi się w WCW. Hogan naprawdę odszedł z firmy i pozwał Vinca Russo o zniesławienie, ale jego pozew został odrzucony.
Hogan przyznał, że jego odejście z WWE w 1994 było związane z tym, że Vince McMahon chciał promować innych wrestlerów, a Hogan uważał, że Hulkamania zasługuje na więcej uwagi. Według informacji Pro Wrestling Torch odejście Hulka Hogana z WWE w 2003, po którym jego wątek musiał zostać domknięty bez jego udziału, było związane z tym, że postać wrestlera była traktowana na równi z innymi postaciami, a Hogan uważał, że zasługuje na więcej.

### Zarzuty rasizmu i homofobii
23 lipca 2015 National Enquirer i Radar Online ujawniły nagranie Hulka Hogana, które wyciekło wbrew jego woli. Nagranie zawierało stosunek seksualny wrestlera z Heather Clem, żoną jego przyjaciela Todda Clema, oraz jego wypowiedź, w której wyraził obrzydzenie tym, że jego córka umawia się z czarnoskórym mężczyzną i wielokrotnie użył wulgarnego rasistowskiego słowa nigger. WWE zwolniło go w trybie natychmiastowym i wycofało cały związany z nim merchandising.
Hogan natychmiast przeprosił za swoje słowa i zapewnił, że nie odzwierciedlają one jego prawdziwych przekonań. Czterech czarnoskórych wrestlerów, którzy w przeszłości pracowali z Hoganem, okazało mu swoje wsparcie. Virgil powiedział, że Hogan nigdy nie dał mu powodów, aby uważać go za rasistę. Dennis Rodman napisał na Twitterze, że zna Hogana od 25 lat i na pewno nie jest on rasistą. Kamala wyraził przekonanie, że Hogan nie miał nic złego na myśli. Mr. T zapewnił, że nie stracił szacunku do Hogana i nie odcina się od niego. Dodał też, że jest zły na osobę, która opublikowała nagranie. Z kolei pracujący wówczas dla WWE Mark Henry i Booker T oświadczyli, że są rozczarowani zachowaniem Hogana i uznają decyzję firmy za słuszną. Jednak 19 grudnia 2016 w wywiadzie dla TMZ Booker T powiedział, że Hogan zasługuje na drugą szansę i najwyższy czas mu wybaczyć.
W związku z kontrowersją, Mattel zaprzestało produkcji figurek Hogana. Wszelkie produkty odnoszące się do jego postaci zostały wycofane ze sklepów Target, Toys „R” Us i Walmart.
28 lipca 2015 portal Radar Online upublicznił dalszą część nagrania Hogana, na której używał także wulgarnych określeń na osoby homoseksualne. Później upubliczniona została także rozmowa z Hogana z synem, który w 2008 roku przebywał w więzieniu. Hogan wyraził wówczas nadzieję, że on i jego syn nie reinkarnują się w czarnoskóre osoby.
31 sierpnia 2015 Hogan udzielił wywiadu dla telewizji ABC. Prosił o przebaczenie i tłumaczył, że nawyk używania rasistowskich słów wyniósł z sąsiedztwa, w którym dorastał. Słowo nigger miało być według Hogana luźno używane wśród jego przyjaciół w Tampie bez złych zamiarów. Byli sąsiedzi Hogana zaprzeczyli temu oświadczeniu.

## Postępowania sądowe

### Richard Belzer
Gdy w 1985 miała się odbyć pierwsza gala z cyku WrestleMania, Hulk Hogan i Mr. T wystąpili 27 marca w talk-show Richarda Belzera Hot Properties, w celach promocyjnych. Blazer żartował z wrestlingu, podważał jego wiarygodność i poprosił Hogana aby zademonstrował mu kilka chwytów. Hogan chcąc chronić kayfabe założył mu jeden z autentycznych chwytów – front facelock. Gospodarz programu stracił przytomność, a gdy został uwolniony z chwytu, mocno uderzył głową o podłogę. Hoganowi udało się ocucić prowadzącego, który następnie ogłosił przerwę na reklamę w charakterystyczny dla siebie sposób. Publiczność, choć w pewnym momencie była zaniepokojona, ostatecznie potraktowała całe zajście jako żart. Później jednak Blazer został hospitalizowany. Okazało się, że z tyłu głowy miał ranę, która wymagała zaszycia. W związku z tym pozwał Hulka Hogana żądając od niego 5 milionów dolarów odszkodowania. Sprawa zakończyła się porozumieniem pozasądowym. W 2008 Blazer powiedział w wywiadzie dla Howarda Sterna, że ustalona kwota wynosiła 400 tysięcy dolarów. Została ona w połowie pokryta przez Hogana, a w połowie przez Vince’a McMahona. Hulk Hogan przeprosił publicznie za ten incydent i oświadczył, że nie zdawał sobie sprawy z tego jak na jego chwyt może zareagować osoba niewytrenowana. Kontrowersje w opinii publicznej wzbudzał brak znanych konsekwencji, jakimi WWF obciążyło Hogana w związku z całym zajściem – wcześniej w podobnym incydencie brał udział wrestler Dr. Death David Schultz (dwukrotnie uderzył reportera za podważanie autentyczności wrestlingu), który w przeciwieństwie do Hogana został dyscyplinarnie zwolniony.

### Skandal sterydowy
W marcu 1992 magazyn People Magazine przytaczał w jednym ze swoich artykułów opinie wielu osób znających Hogana, które oskarżały go o zażywanie steroidów. Hogan zaprzeczał zarzutom, twierdząc, że stosował środki wspomagające tylko przez krótki okres w 1983, będąc pod opieką lekarską w związku z naciągniętym bicepsem. Były wrestler Superstar Billy Graham twierdził, że pamięta jak nieodnoszący jeszcze większych sukcesów Hogan ważył 230 lbs (ok. 104,33 kg), a potem wyrobił sobie muskulaturę i zwiększył masę do 295 lbs (ok. 133,81 kg). Inny były wrestler, David Schultz, dodatkowo zarzucał Hoganowi zażywanie kokainy i marihuany, co miał widzieć na własne oczy.
14 lipca 1994 Hulk Hogan był świadkiem prokuratora Seana O’Shea w procesie przeciwko Vince’owi McMahonowi oskarżonemu o dystrybucję sterydów wśród wrestlerów. Hogana chronił immunitet. Przesłuchiwany w sądzie przez prokuratora Hogan zeznał, że używanie sterydów było powszechne wśród wrestlerów w latach 80. Przyznał się też do używania sterydów, które miał zamawiać u doktora George’a T. Zahoriana za pośrednictwem ówczesnej sekretarki McMahona Emily Feinberg. Dodał też, że używał sterydów nie tylko po to by zwiększyć masę mięśniową, ale także w celu leczenia kontuzji. Przesłuchiwany przez adwokata McMahona, Laurę A. Brevetti, Hogan stwierdził, że jego zdaniem nie złamał prawa, ponieważ posiadał receptę na substancje, których używał. Powiedział też, że McMahon nigdy nie kazał mu brać sterydów, ani ich nie kupował dla niego. Ostatecznie sąd uznał McMahona za niewinnego zarzucanego mu czynu.

### Pozew przeciwko Gawker
W 2016 Hogan wytoczył proces przeciwko Gawker Media za upublicznienie taśmy zawierającej jego stosunek seksualny z Heather Clem, żoną jego przyjaciela Todda Clema, bez zgody i wiedzy Hogana. Taśma ta zawierała również rasistowskie i homofobiczne wypowiedzi wrestlera, co stało się podstawą do zwolnienia go z WWE w trybie natychmiastowym i wycofania związanego z nim merchandisingu.
Hogan twierdził, że został wrobiony. Zeznał, że odbył stosunek seksualny z Heather Clem za zgodą jej męża. Hogan twierdził, że jego małżeństwo się rozpadało, a on sam był zdesperowany i przekonany, że państwo Clem chcą mu pomóc. Zarzucał Gawker Media naruszenie jego prywatności, z kolei Gawker powoływał się na 1. poprawkę do Konstytucji Stanów Zjednoczonych. Todd Clem, który wcześniej twierdził, że Hogan wiedział od początku, że stosunek jest nagrywany, zeznał przed sądem, że Hogan nie wiedział o ukrytej kamerze.
19 marca 2016 sąd wydał wyrok na korzyść powoda i zobowiązał Gawker Media do wypłacenia Hulkowi Hoganiowi odszkodowania w wysokości 115 milionów dolarów.

## Mistrzostwa i osiągnięcia
- American Wrestling Association
  - AWA World Heavyweight Championship[5] (1 raz)
- New Japan Pro-Wrestling
  - Zwycięzca turnieju International Wrestling Grand Prix (1983)[1][5]
- Southeast Championship Wrestling
  - NWA Southeastern Heavyweight Championship (jako Sterling Golden)[1]
- World Championship Wrestling
  - WCW World Heavyweight Championship (6 razy)[1]
- World Wrestling Federation/ World Wrestling Enterteinment
  - WWF World Heavyweight Championship (5 razy) / WWE Undisputed World Heavyweight Championship (1 raz)
  - World Tag Team Championship (1 raz) – z Edge’em
  - Zwycięzca Royal Rumble (1990, 1991)
  - WWE Hall of Fame (2005, 2021(inne języki) [z NWO])[1]
- Professional Wrestling Hall of Fame and Museum
  - Wprowadzony w 2003[99]
- Tokyo Sports Awards
  - Wyróżniający się zagraniczny wrestler (1983)[1]
- Wrestling Observer Newsletter
  - Wrestling Observer Newsletter Hall of Fame (1996)[1].

| Rankingi Pro Wrestling Illustrated | Rankingi Pro Wrestling Illustrated | Rankingi Pro Wrestling Illustrated | Rankingi Pro Wrestling Illustrated               |
| Ranking                            | Miejsce                            | Rok                                | Dodatkowe uwagi                                  |
| ---------------------------------- | ---------------------------------- | ---------------------------------- | ------------------------------------------------ |
| Powrót roku                        | 4                                  | 2005                               | Za powrót z TNA do WWE                           |
| Powrót roku                        | 1                                  | 2002                               | Za powrót z WCW do WWE                           |
| Powrót roku                        | 1                                  | 1994                               | Za powrót z NJPW do WCW                          |
| Rywalizacja roku                   | 2                                  | 2003                               | z Vince’em McMahonem                             |
| Rywalizacja roku                   | 4                                  | 1999                               | z Rikiem Flairem                                 |
| Rywalizacja roku                   | 3                                  | 1997                               | z Roddym Piperem                                 |
| Rywalizacja roku                   | 2                                  | 1994                               | z Rikiem Flairem                                 |
| Rywalizacja roku                   | 2                                  | 1991                               | z Sgt. Slaughterem                               |
| Rywalizacja roku                   | 2                                  | 1990                               | z Earthquakiem                                   |
| Rywalizacja roku                   | 2                                  | 1989                               | z Randym Savage’em                               |
| Rywalizacja roku                   | 4                                  | 1988                               | z The Mega Bucks (Ted DiBiase i André the Giant) |
| Rywalizacja roku                   | 1                                  | 1986                               | z Paulem Orndorffem                              |
| Najbardziej znienawidzony wrestler | 4                                  | 2010                               |                                                  |
| Najbardziej znienawidzony wrestler | 1                                  | 1998                               |                                                  |
| Najbardziej znienawidzony wrestler | 2                                  | 1997                               |                                                  |
| Najbardziej znienawidzony wrestler | 1                                  | 1996                               |                                                  |
| Najbardziej znienawidzony wrestler | 4                                  | 1980                               |                                                  |
| Najbardziej inspirujący wrestler   | 2                                  | 2002                               |                                                  |
| Najbardziej inspirujący wrestler   | 1                                  | 1999                               |                                                  |
| Najbardziej inspirujący wrestler   | 2                                  | 1990                               |                                                  |
| Najbardziej inspirujący wrestler   | 1                                  | 1983                               |                                                  |
| Najpopularniejszy wrestler         | 2                                  | 2002                               |                                                  |
| Najpopularniejszy wrestler         | 4                                  | 1995                               |                                                  |
| Najpopularniejszy wrestler         | 4                                  | 1994                               |                                                  |
| Najpopularniejszy wrestler         | 2                                  | 1991                               |                                                  |
| Najpopularniejszy wrestler         | 1                                  | 1990                               |                                                  |
| Najpopularniejszy wrestler         | 1                                  | 1989                               |                                                  |
| Najpopularniejszy wrestler         | 2                                  | 1988                               |                                                  |
| Najpopularniejszy wrestler         | 2                                  | 1987                               |                                                  |
| Najpopularniejszy wrestler         | 2                                  | 1986                               |                                                  |
| Najpopularniejszy wrestler         | 1                                  | 1985                               |                                                  |
| Najpopularniejszy wrestler         | 2                                  | 1984                               |                                                  |
| Najpopularniejszy wrestler         | 3                                  | 1982                               |                                                  |
| Najlepszy babyface                 | 4                                  | 1995                               |                                                  |
| Najlepszy babyface                 | 1                                  | 1994                               |                                                  |
| Najlepszy babyface                 | 1                                  | 1991                               |                                                  |
| Najlepszy babyface                 | 3                                  | 1990                               |                                                  |
| Najlepszy babyface                 | 2                                  | 1989                               |                                                  |
| Najlepszy babyface                 | 1                                  | 1987                               |                                                  |
| Najlepszy babyface                 | 2                                  | 1986                               |                                                  |
| Najlepszy babyface                 | 2                                  | 1985                               |                                                  |
| Najlepszy babyface                 | 2                                  | 1984                               |                                                  |
| Najlepszy babyface                 | 3                                  | 1982                               |                                                  |
| PWI 500                            | 19                                 | 2002                               |                                                  |
| PWI 500                            | 59                                 | 2000                               |                                                  |
| PWI 500                            | 44                                 | 1999                               |                                                  |
| PWI 500                            | 53                                 | 1998                               |                                                  |
| PWI 500                            | 55                                 | 1997                               |                                                  |
| PWI 500                            | 8                                  | 1996                               |                                                  |
| PWI 500                            | 6                                  | 1995                               |                                                  |
| PWI 500                            | 2                                  | 1994                               |                                                  |
| PWI 500                            | 17                                 | 1993                               |                                                  |
| PWI 500                            | 12                                 | 1992                               |                                                  |
| PWI 500                            | 1                                  | 1991                               |                                                  |

| Rankingi Wrestling Observer Newsletter, w których zajął pierwsze miejsce | Rankingi Wrestling Observer Newsletter, w których zajął pierwsze miejsce | Rankingi Wrestling Observer Newsletter, w których zajął pierwsze miejsce                                                                                               |
| Ranking                                                                  | Rok                                                                      | Dodatkowe uwagi |
| ------------------------------------------------------------------------ | ------------------------------------------------------------------------ | --- |
| Najbardziej charyzmatyczny wrestler                                      | 1985                                                                     | |
| Najbardziej charyzmatyczny wrestler                                      | 1986                                                                     | |
| Najbardziej charyzmatyczny wrestler                                      | 1987                                                                     | |
| Najbardziej charyzmatyczny wrestler                                      | 1989                                                                     | |
| Najbardziej charyzmatyczny wrestler                                      | 1990                                                                     | |
| Najbardziej charyzmatyczny wrestler                                      | 1991                                                                     | |
| Największy draw                                                          | 1997                                                                     | |
| Najlepszy babyface                                                       | 1982                                                                     | |
| Najlepszy babyface                                                       | 1983                                                                     | |
| Najlepszy babyface                                                       | 1984                                                                     | |
| Najlepszy babyface                                                       | 1985                                                                     | |
| Najlepszy babyface                                                       | 1986                                                                     | |
| Najlepszy babyface                                                       | 1987                                                                     | |
| Najlepszy babyface                                                       | 1988                                                                     | |
| Najlepszy babyface                                                       | 1989                                                                     | |
| Najlepszy babyface                                                       | 1990                                                                     | |
| Najlepszy babyface                                                       | 1991                                                                     | |
| Najgorszy podczas wywiadów                                               | 1995                                                                     | |
| Najmniejszy postęp                                                       | 1995                                                                     | |
| Najmniejszy postęp                                                       | 1994                                                                     | |
| Najbardziej przeceniany wrestler                                         | 1998                                                                     | |
| Najbardziej przeceniany wrestler                                         | 1997                                                                     | |
| Najbardziej przeceniany wrestler                                         | 1996                                                                     | |
| Najbardziej przeceniany wrestler                                         | 1995                                                                     | |
| Najbardziej przeceniany wrestler                                         | 1994                                                                     | |
| Najbardziej przeceniany wrestler                                         | 1986                                                                     | |
| Najbardziej przeceniany wrestler                                         | 1985                                                                     | |
| Najbardziej niewykorzystujący potencjału wrestler                        | 1995                                                                     | |
| Najbardziej niewykorzystujący potencjału wrestler                        | 1994                                                                     | |
| Najlepsza rywalizacja                                                    | 1986                                                                     | z Paulem Orndorffem |
| Najgorsza rywalizacja                                                    | 2000                                                                     | z Billym Kidmanem |
| Najgorsza rywalizacja                                                    | 1995                                                                     | z The Dungeon of Doom |
| Najgorsza rywalizacja                                                    | 1991                                                                     | z Sgt. Slaughterem |
| Najgorsza walka                                                          | 1996                                                                     | z Randym Savage’em, Rikiem Flairem, Arnem Andersonem, Mengem, The Barbarianem, Lexem Lugerem, Kevinem Sullivanem, Z-Gangsta i The Ultimate Solution na gali Uncensored |
| Najgorsza walka                                                          | 1987                                                                     | z André the Giantem na gali WrestleMania III |
| Najbardziej żenujący wrestler                                            | 1996                                                                     | |
| Najbardziej żenujący wrestler                                            | 1995                                                                     | |

## Nagrody i nominacje
| Rok  | Nagroda            | Kategoria                                              | Produkcja               | Rezultat  |
| ---- | ------------------ | ------------------------------------------------------ | ----------------------- | --------- |
| 1988 | Kids’ Choice Award | Gwiazda reality show                                   | Hogan Knows Best (1987) | Wygrana   |
| 1992 | Nagroda „Bravo”    | Złota statuetka Bravo Otto dla najlepszego wrestlera   | –                       | Wygrana   |
| 1993 | Nagroda „Bravo”    | Srebrna statuetka Bravo Otto dla najlepszego wrestlera | –                       | Wygrana   |
| 2006 | Teen Choice Award  | Ulubiony sportowiec                                    | –                       | Nominacja |

### Autobiografie
- Hulk Hogan: Hollywood Hulk Hogan. Simon and Schuster, 2002-12-06. ISBN 978-0-7434-7556-3. (ang.). Brak numerów stron w książce
- Hulk Hogan, Mark Dagostino: My Life Outside the Ring. St. Martin’s Press, 2009-10-27. ISBN 978-1-4299-8790-5. (ang.). Brak numerów stron w książce

### Książki o Hulku Hoganie
- Kevin Sullivan: The WWE Championship: A Look Back at the Rich History of the WWE Championship. Simon and Schuster, 2011-11-29. ISBN 978-1-4391-9321-1. (ang.). Brak numerów stron w książce
- Steven Johnson, Greg Oliver, Mike Mooneyham, J.J. Dillon: The Pro Wrestling Hall of Fame: Heroes and Icons. ECW Press, 2013-01-11. ISBN 978-1-77090-269-5. (ang.). Brak numerów stron w książce

### DVD
- Hulk Hogan: The Ultimate Anthology.  2006.    [dostęp 2017-04-05].
- WWE: Hulk Hogan. Kevin Dunn  2010-03-19.    [dostęp 2017-04-05].
- Legends of Wrestling 2: Hulk Hogan & Bob Backlund. World Wrestling. 2010-08-24.    [dostęp 2017-04-05].
- Hollywood Hulk Hogan: Hulk Still Rules.  2000-01-01.    [dostęp 2017-04-08].
- WWE Back in Black: NWO New World Order.  2002-09-09.    [dostęp 2017-04-08].
- TNA Wrestling: Immortal Forever?. TNA Wrestling. 2011-07-19.    [dostęp 2017-04-08].
- nWo: The Revolution.  2012-11-06.    [dostęp 2017-04-08].
- Impact Wrestling Presents: The Best of Hulk Hogan. TNA Productions.     [dostęp 2017-04-08].